# 三十年戰爭
三十年戰爭（德語：Dreißigjähriger Krieg；1618年－1648年）是由神聖羅馬帝國的内战演變而成的大規模歐洲戰爭。战争以波希米亞人反抗哈布斯堡家族統治為开始，最後以哈布斯堡家族戰敗並簽訂世界首個國際公約《威斯特伐利亚和约》而告終。在时间上相关的衝突包括於利希王位繼承戰爭、八十年戰爭、曼圖亞王位繼承戰爭、托尔斯腾森战争、法西戰爭和葡萄牙王政復辟戰爭。
直到20世紀，這場衝突才被視為16世紀宗教改革發起的德意志宗教鬥爭的一部分。1555年的奧格斯堡和约將神聖羅馬帝國分為了天主教和新教兩個部分。和約規定宗教由當地君主決定，同時保障宗教自由與平等。但在接下來的50年中，新教在這些邊界之外的擴張動搖了帝國權威。儘管宗教分歧是導致戰爭爆發的一個重要因素，但學者們普遍認為，其空前的範圍和烈度都是由於奧地利、西班牙的哈布斯堡王朝和法國波旁王朝之間爭奪歐洲統治地位所推動的。
戰爭開始於1618年，此年哈布斯堡的腹地波希米亞爆發叛亂，由於波希米亞境內的宗教信仰以基督新教居多，斐迪南二世因致力於推動民眾信仰天主教而被廢黜，取而代之的是普法爾茨的弗里德里希五世。雖然波希米亞叛乱很快被鎮壓，但戰鬥擴大到了萊茵河上游的普法爾茨，其戰略的重要性吸引了荷蘭共和國和西班牙的參與，荷蘭趁機重新與西班牙開戰。與此同時，野心勃勃的外國君主，如丹麥的克里斯蒂安四世和瑞典的古斯塔夫·阿道夫二世，因在帝國境內擁有領土，且可以以藩侯的身份參與政治，在不久後也加入了戰爭。反复的外國干預將一開始的內部王朝爭端轉變為更具破壞性的全歐範圍內的衝突。
戰爭的第一階段從1618年持續到1635年，在此期間主要是神聖羅馬帝國的德意志成員之間的內戰，外部勢力主要起支持作用。1635年之後，在法國和瑞典結盟，以此對抗同為哈布斯堡家族的皇帝斐迪南三世和西班牙，戰爭的烈度不斷加大，大量的人員物資被投入，帝國成為了群雄逐鹿的戰場。1648年秋，三十年戰爭以帝國戰敗、簽訂西伐利亞和約而告終。該條約規定了帝國給予巴伐利亞和薩克森等邦國更大的自治權，並明確了尼德蘭從西班牙獨立、瑞士從神聖羅馬帝國獨立；瑞典和法國從中獲益，吞併了神聖羅馬帝國的部分領土。通過長期的戰爭，法國成功地达成了削弱哈布斯堡王朝、实现中歐地區政治的碎片化的目的。法國由此改變了歐洲的力量平衡，一躍成為陸上最強大的力量。對於德國而言，這場戰爭使得原本就分散割裂的帝国更加松散，此后德意志地區一直处在邦国林立的状态。

## 戰雲密佈

### 宗教改革和領土爭端

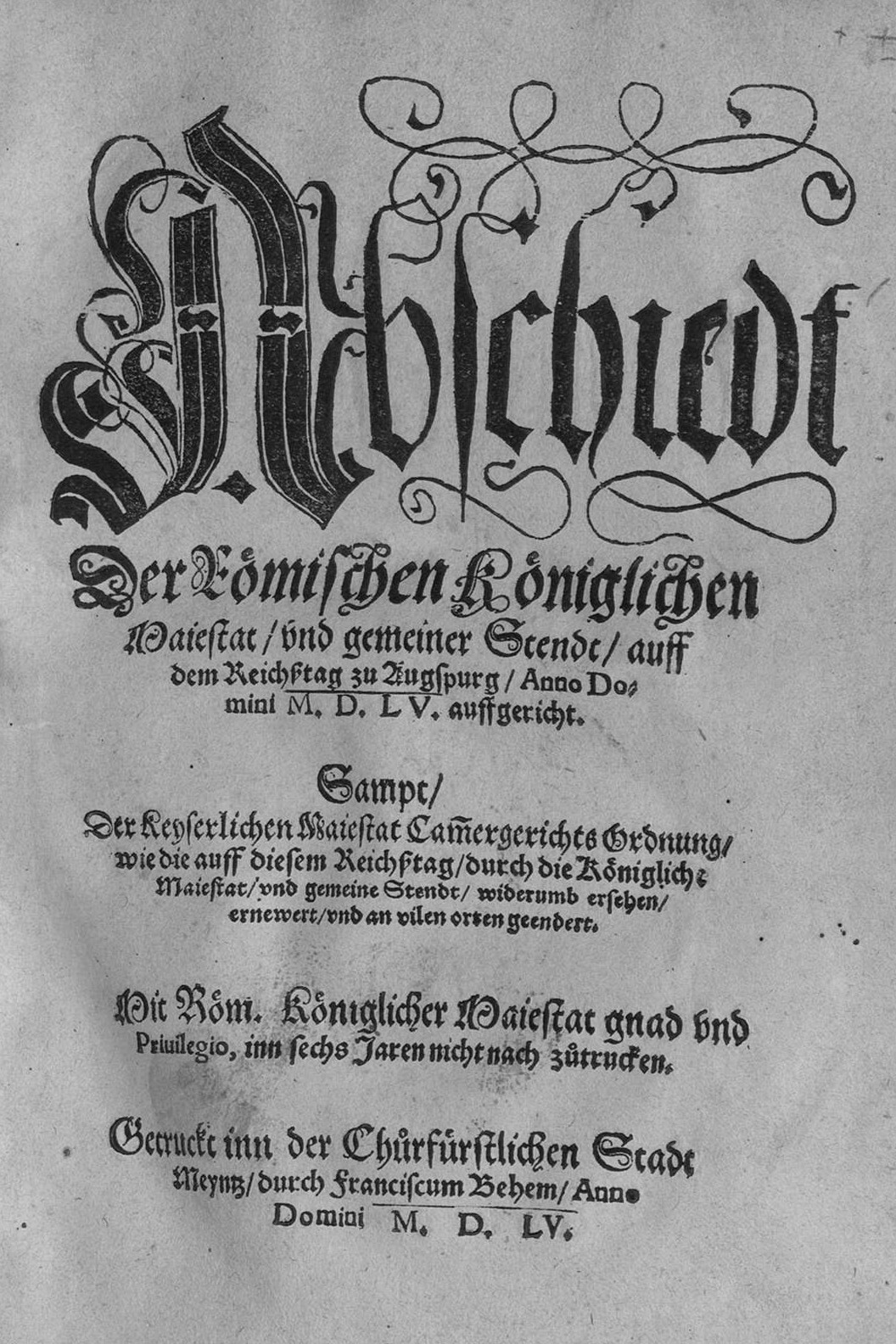
1555年9月25日，神聖羅馬帝國皇帝查理五世與德意志新教諸侯在奧格斯堡的帝國會議簽訂了《奥格斯堡和约》。該和約提出“教隨君定”原則，在德意志224個諸侯國裏，該諸侯國的君王信仰什么教派，臣民就必須追隨君王的信仰。此原則使內戰（施馬爾卡爾登戰爭）暫停。此和約亦是第一次根據法律正式允許新教信義宗和天主教兩派共存於德意志

1517年馬丁·路德《九十五条论纲》为標誌的德意志宗教改革，引導了全歐洲的宗教改革運動，同樣地分裂為天主教與新教兩派。隨著查理五世在1555年奥格斯堡会议上簽署《奧格斯堡和約》，暫時結束了天主教徒和新教徒之間的戰爭，和約內容主要是：
- 帝國內224個諸侯國允許自行決定各自領土的法定官方宗教，即“教隨國立”。
- 一些天主教的王公主教轄區中路德派教徒可保留信仰。
- 1552年以前由路德派諸侯沒收的天主教會財產不予返還。

神聖羅馬帝國周邊國家出於自身利益，間接促成三十年戰爭的爆發：
- 西班牙哈布斯堡對帝國西部萊茵河畔領土感興趣，因為萊茵河流域分別緊挨著西屬尼德蘭、弗朗什-孔泰等西班牙哈布斯堡領地，連接著從米蘭公國至西屬尼德蘭的西班牙道路。自1560開始的尼德蘭叛亂在1609年通過簽訂協定短暫停戰。
- 法蘭西王國處在哈布斯堡家族的包圍之中，南部和北部是西班牙本土和西屬尼德蘭，東部是神圣罗马帝国，使法蘭西國王感到存在著巨大的危險。皇帝斐迪南二世急於向帝國小諸侯國施加影響力，信仰天主教的波旁家族對時局的關注超越了宗教界限，站在新教徒一方。
- 瑞典王國和丹麥-挪威意圖控制波羅的海沿岸的帝國諸侯國。

西班牙之路的示意圖：
主要道路
輔助道路
哈布斯堡治下的西班牙（勃艮第領地）
哈布斯堡治下的西班牙（阿拉貢和義大利領地）
哈布斯堡治下的奧地利

新教和天主教之間的緊張局勢在16世紀後半葉愈演愈烈，《奧格斯堡和約》的約束力開始失效，趨於瓦解。由於一些改宗新教的采邑主教拒絕放棄對教區的統治權，作為回應，哈布斯堡家族、帝國天主教諸侯和西班牙人尋求奪回對上述教區的控制。1583年至1588年間的科隆戰爭是在此背景下發生的。事件的緣由是因科隆選侯格布哈特·特魯赫澤斯·馮·瓦爾德堡改宗加爾文派，由於其是帝國的選帝侯（選侯），勢必會導致選侯中新教勢力強過天主教，新教徒會被選為國王和皇帝可能性出現。西班牙軍隊隨後驅逐了格布哈特，先前在選舉中以十票對十二票輸給格布哈特的恩斯特被重新選舉為科隆大主教，後者來自維特爾斯巴赫家族。此後，天主教區域內巴伐利亞公國、維爾茨堡等地的“教隨國立”政策變得嚴厲而且苛刻，這導致了天主教轄區內的路德派信徒只能在改宗和流亡之間選擇。原先信奉新教路德派的諸侯國，如：萊茵-普法爾茨、拿騷、黑森-卡塞爾、勃蘭登堡-普魯士先後改宗加爾文派。因此在十七世紀初，萊茵河畔、多瑙河南岸是以天主教占多數，新教路德派在神聖羅馬帝國和北歐佔多數，加爾文派立足於帝國中西部、瑞士、荷蘭。三個教派的信徒無處不在，然而，在一些獨立領地和帝国自由城市，三派信徒人數處於均等。
令哈布斯堡西班牙統治者感到驚訝和意外的是，同宗奧地利哈布斯堡皇帝卻忠實遵循查理五世的宗教政策：對諸侯的宗教信仰採取包容態度。自斐迪南一世至馬蒂亞斯諸位皇帝為了避免因帝國內部信仰不同從而引發宗教戰爭的可能，從而對帝國內部的宗教事務尤其是新教的傳播採取放任和不強制的政策。皇帝的政策行為觸怒了尋求宗教統一性的勢力。與此同時，信奉路德派的瑞典和丹麥-挪威致力於援助帝國境內新教徒，以此獲得政治和經濟方面的影響力。
1606年，帝國自由市多瑙韦尔特因宗教紧张局势引發暴力行為。起因源於該市信奉路德派的市長禁止天主教一年一度的圣驾巡游，導致該市發生騷亂。促使以巴伐利亞公爵馬克西米利安一世為首的天主教外部勢力的介入。暴力事件結束后，帝國加爾文派的信徒感覺受到威脅，組建了以普法爾茨選侯腓特烈四世和腓特烈五世為首的新教聯盟，作為回應，天主教方組建了以巴伐利亞公爵馬克西米利安一世為首的天主教聯盟。
緊張局勢于1609年進一步升級，因于利希—克萊沃—貝格公爵約翰·威廉死後無嗣引發的于利希繼承戰爭，兩個敵對的申請者爭奪聯合公國的繼承者。第一個是勃蘭登堡選侯夫人安娜，她是公爵約翰·威廉大姐瑪麗·埃莱奥诺雷的長女，第二位是普法爾茨—諾伊堡伯爵沃尔夫冈·威廉，他是公爵約翰.威廉二姐安娜與普法爾茨—諾伊堡伯爵菲利普·路德維希的長子。安娜宣稱聯合公國應由長系繼承。沃尔夫冈·威廉則以公爵約翰·威廉最年長的男性繼承人自居。雙方都是新教徒。1610年，出于阻止雙方戰爭的目的，皇帝魯道夫二世的軍隊佔據聯合公國，直至宮廷會議解決雙方糾紛。然而，一些新教諸侯懼怕信奉天主教的皇帝會把聯合公國據為己有，阻止聯合公國落入新教徒之手。法蘭西國王亨利四世與荷蘭共和國的代表建議派兵入侵聯合公國，但計劃隨著亨利四世遇刺身亡而告終。為了在競爭中獲取優勢，沃尔夫冈·威廉改宗天主教，勃蘭登堡選侯约翰·西吉斯蒙德改宗加爾文派。爭議在1614年的《克桑滕和約》得到解決，聯合公國被拆解：于利希和貝格給沃尔夫冈·威廉，约翰·西吉斯蒙德獲得克莱沃、馬克、拉文斯贝格。
荷蘭叛亂的背景對於認識導致三十年戰爭原因是必需的。眾所周知，西班牙與荷蘭簽訂的十二年休戰條約將於1621年到期，當時整個歐洲意識到這點，西班牙帝國試圖再次征服荷蘭共和國。時任弗蘭德爾軍司令斯皮諾拉嘗試通過友好領土直抵荷蘭共和國，而行軍路線中唯一的敵對國家是普法爾茨選侯國，因此普法爾茨選侯國在歐洲具有相當重要的戰略意義遠遠超過了它自身的價值。這解釋了為什麼英格蘭國王詹姆斯一世于1612年為女兒伊麗莎白·斯圖亞特與普法爾茨選侯腓特烈五世的婚禮做準備，儘管當時的社會習俗和輿論認為公主該嫁給另一個王室。
歐洲列強均想插手帝國事務，以獲取利益。它們分為兩派，其中哈布斯堡王朝集團由奧地利大公國、西班牙帝国與神圣罗马帝国的天主教諸侯國組成，並得到教宗及波兰立陶宛联邦的支持；而另一方為反哈布斯堡王朝集團，由法兰西王国、丹麥-挪威联合王国、瑞典帝国、荷蘭帝國及德意志的新教諸侯國組成，並得到英格兰王国、俄罗斯沙皇国的支持。法國雖是天主教國家，但是在首相黎塞留樞機主教的主導下，對於世俗政治的考量勝過了神學觀念，为削弱歐洲大陸上的頭號競爭對手哈布斯堡王朝，毅然支持新教國家陣營。
戰爭起始于1618年波希米亞地区（即今捷克）人民反抗天主教哈布斯堡王朝的民族及宗教起義，其导火索为著名的布拉格擲窗事件（或稱扔出窗外事件）。而整場戰爭共分為四個階段，分別是波希米亞階段（1618年－1624年）、丹麥階段（1625年－1629年）、瑞典階段（1630年－1635年）及法国-瑞典階段（1636年－1648年），战争最後以哈布斯堡王朝集團戰敗、參戰各國於1648年簽訂《威斯特伐利亚和约》告终，总计持续了三十年之久。

### 結構性矛盾

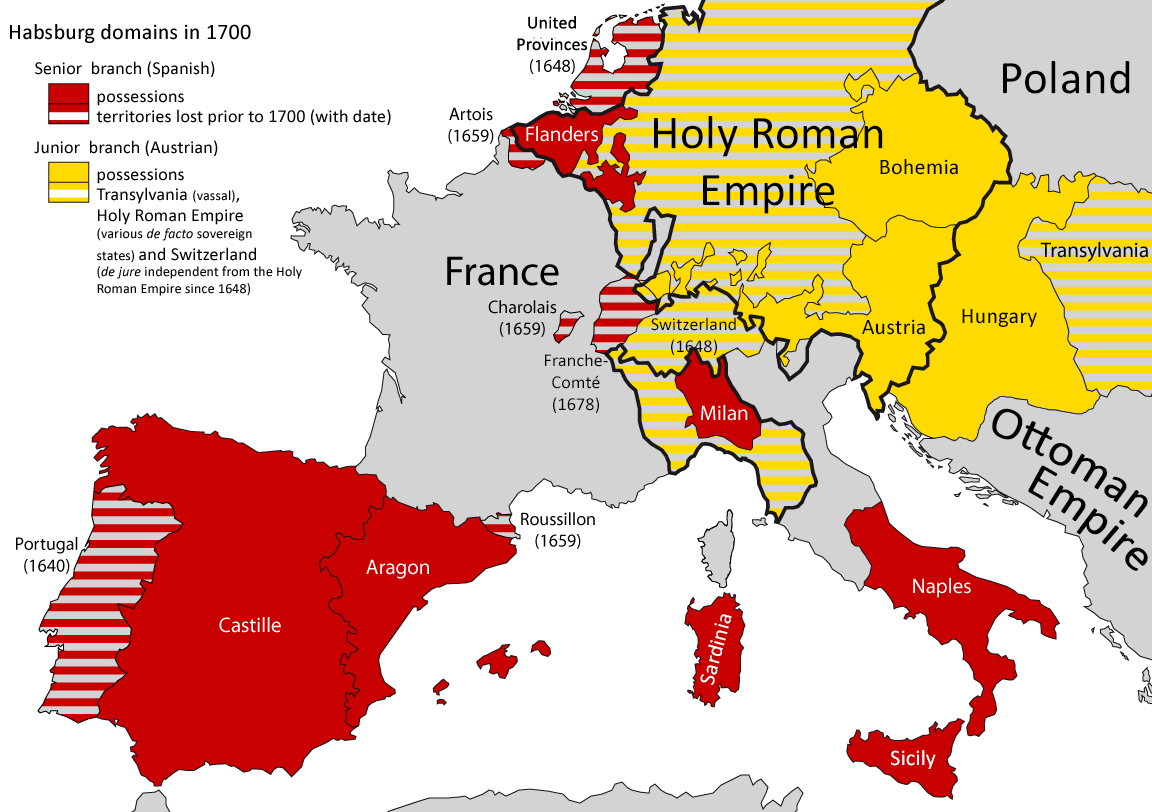
1700年左右的哈布斯堡领地

1552年的帕紹和约結束了神聖羅馬帝國新教徒和天主教徒之間的施馬爾卡爾德戰爭，而1555年的奧格斯堡和约試圖通過修復現有邊界來防止未來的衝突。根據教隨君定的原則，國家要么是路德宗（當時是最常見的新教形式）要么是天主教。其他條款保護了多瑙沃特等城市的大量宗教少數群體，並確認路德宗對自帕紹以來從天主教会奪取的財產的所有權。
該協議因1555年後新教擴展到以前被指定為天主教的地區，以及奧格斯堡不承認的改革宗信仰的發展，特別是加爾文宗的發展而受到破壞，這是一種被路德宗和天主教徒視為敵對的神學。不同的經濟和政治目標越來越多地取代了宗教爭端；路德派的薩克森、丹麥-挪威和瑞典以及加尔文宗的勃蘭登堡-普鲁士在波羅的海貿易中相互競爭，在为北方的冲突埋下了伏笔。
帝國及其代表機構的碎片化性質阻礙了這些問題的管理，其中包括分佈在德意志、低地國家、意大利北部以及現代法國的阿爾薩斯和弗朗什孔泰的300個帝國政治体。它們的規模和重要性不等，從投票給神聖羅馬帝國皇帝的七位選侯，到亲王主教轄區和漢堡等帝國城市。稅收，通常作為自治機構運作。在他們之上是帝國議會，在1663年之前，議會不定期舉行會議，主要是討論的論壇，而不是立法的論壇。

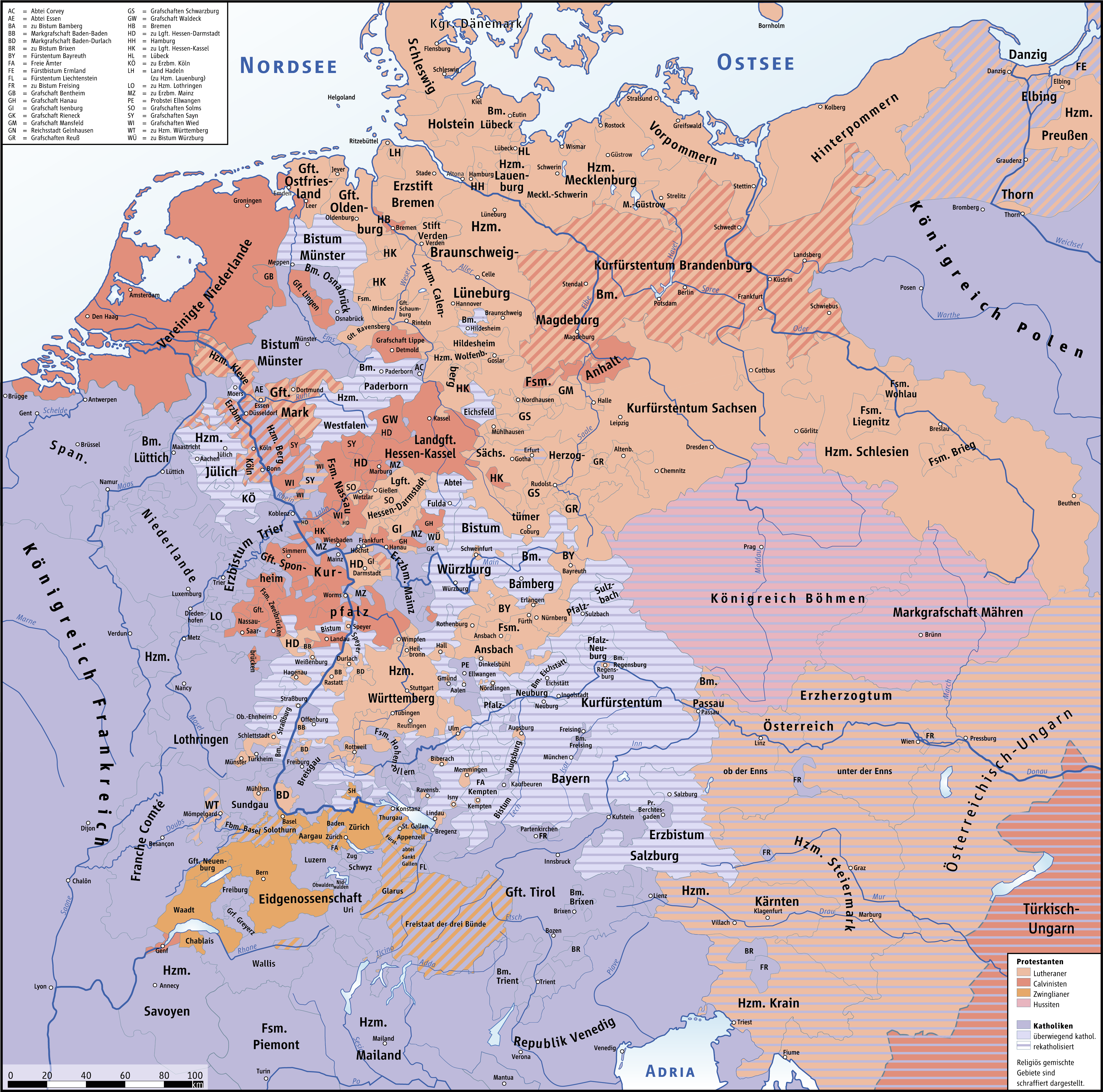
戰爭前夕神聖羅馬帝國內的宗教分佈

儘管皇帝是由選舉產生的，但自1440年以來，該職位一直由哈布斯堡家族的成員擔任。作為神聖羅馬帝國最大的單一领主，他們控制著包括奧地利、波希米亞和匈牙利在內的超過800萬臣民的領土。此外他們還統治西班牙，直到1556年兩個帝國分家，此后西班牙保留了米蘭和弗朗什孔泰等领土。雖然奧地利和西班牙的哈布斯堡王朝經常合作，但他們的目標並不總是一致的。西班牙帝國是一個全球性的海上大國，其領土包括西属尼德兰、米蘭、那不勒斯王國、菲律賓和美洲的大部分地區。相比之下，奧地利是一個陸上大國，其戰略重點是確保在德意志及其東部邊境對抗奧斯曼帝國的優勢地位。
在奧格斯堡會議之前，宗教統一彌補了缺乏強大的中央權威；一旦哈布斯堡代表的天主教正统性被移除，它就為那些試圖進一步削弱它的人提供了機會。其中包括雄心勃勃的邦国，如路德教的萨克森和天主教的巴伐利亞，以及境外的法國，它在其北部、南部和比利牛斯山脈的邊界上與哈布斯堡王朝的土地對峙。由於許多外國統治者也是帝國亲王，帝國內部的分裂吸引了外部勢力，如丹麥的克里斯蒂安四世，他於1625年以荷爾斯泰因-戈托普公爵的身份參戰。

## 波希米亞階段（1618-28）

### 擲窗事件

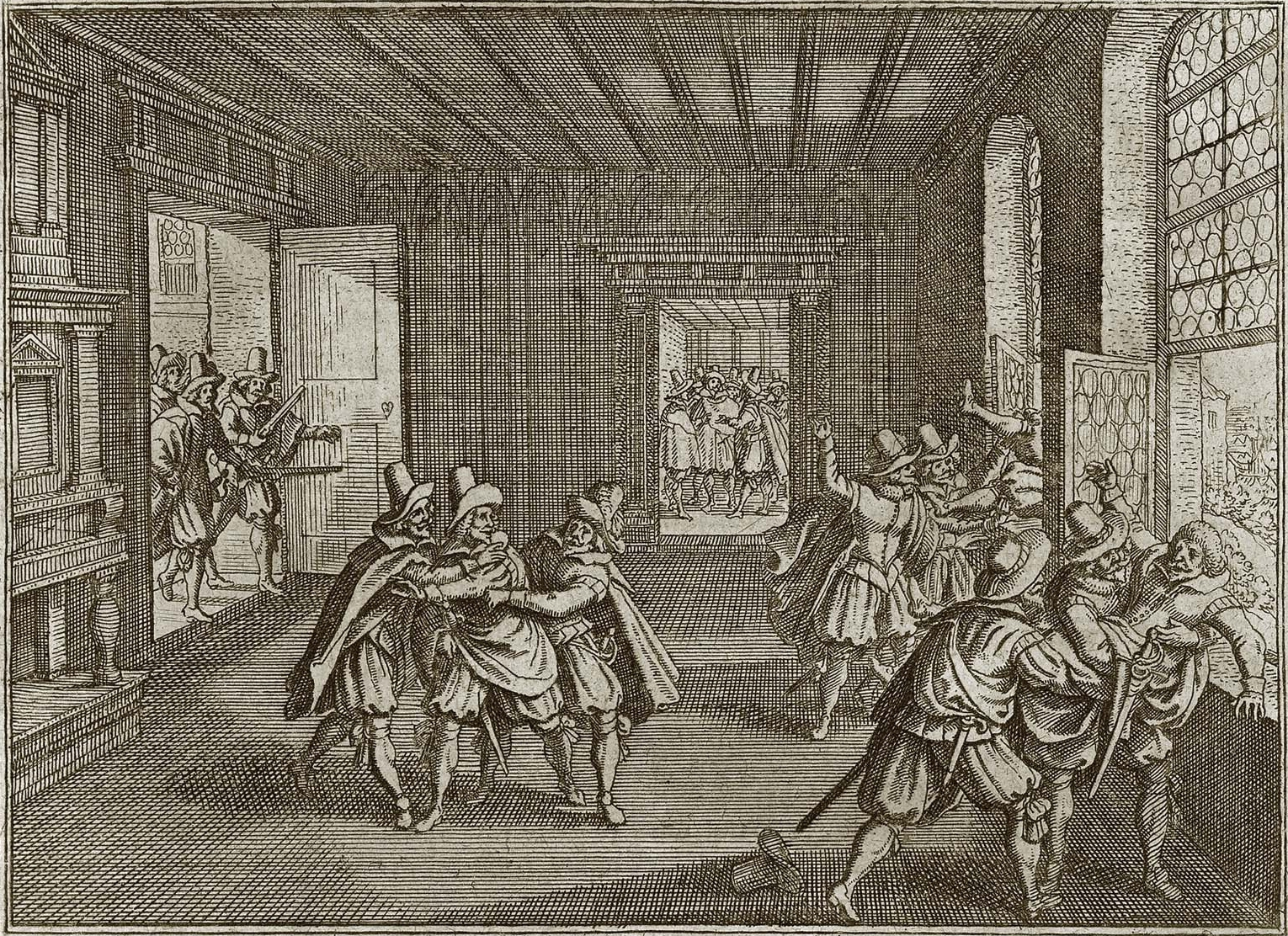
布拉格擲窗事件

自1526年开始，因联姻关系波希米亚国王由哈布斯堡家族神聖羅馬帝國皇帝兼任。1583年帝國皇帝兼波希米亞國王鲁道夫二世将宫廷搬到波希米亚的布拉格，并对于當地的新教徒采取宽容态度。1611年鲁道夫二世的弟弟馬提亞斯继位，1617年他安排堂兄斐迪南二世担任波希米亚国王。斐迪南二世残酷的禁止和迫害新教。1618年5月23日，布拉格的新教徒發動起義，人们在图恩伯爵的率领下衝進王宮，將斐迪南二世派来的兩名欽差從窗口投入壕溝，是為布拉格拋窗事件，並成立臨時政府，由30位成員組成，宣布波希米亚独立。

### 全面反奧
1619年3月马提亚斯在维也纳病死，斐迪南二世继承帝位。同年6月波希米亞起義軍进入奥地利公国境内，兵临維也納城下。斐迪南二世逼於形勢，在表面上假意答允進行談判，實際上在暗地裡向天主教同盟求助，並答允将来把普法尔茨選帝侯的爵位轉讓予巴伐利亞公爵馬克西米連一世，以換取天主教同盟出兵相助。不久，天主教同盟即出兵25,000人，並贊助神聖羅馬帝國皇帝大量金錢。起義者被逼於該年8月退回波希米亞，而波希米亞議會亦於該月選出信奉新教的普法爾茨選帝侯腓特烈五世為波希米亞國王。

### 皇帝反攻

1619至23年蒂利伯爵的行军路线，着重标出者为白山战役

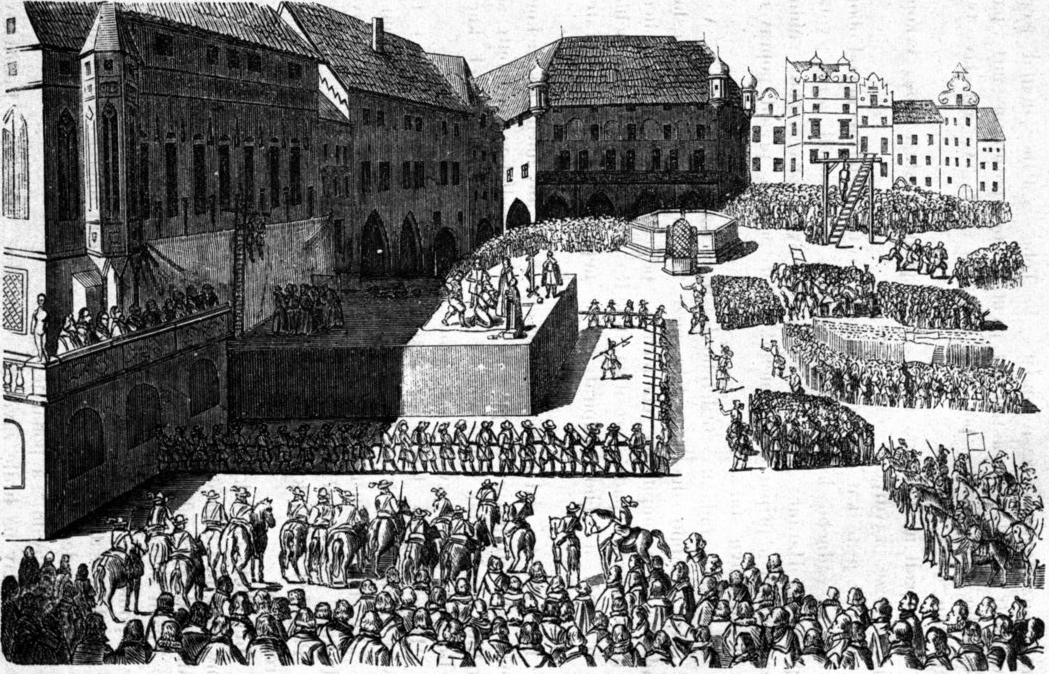
1621年6月21日，哈布斯堡军队在攻破布拉格后将27名波希米亚的起义贵族在老城廣場处死

作為神聖羅馬帝國皇帝與波希米亞國王，斐迪南當然不能容忍波希米亞人自行選出對立國王，於是在解除維也納之圍後隨即出兵反攻，而天主教同盟之一的西班牙亦出兵進攻普法爾茨。1620年11月8日，波希米亞和普法爾茨聯軍在白山战役與蒂利伯爵所統率的天主教同盟軍決戰，聯軍雖佔有地利，但因裝備落後，終為天主教同盟軍所敗，腓特烈五世被逼逃亡荷蘭，而波希米亞則重新納入神聖羅馬帝國的版圖。波希米亞約有四分之三的地主的土地落入神聖羅馬帝國的地主之手。而神聖羅馬帝國皇帝更強迫波希米亞的百姓改信天主教，並焚毁波希米亞的書籍，以及宣佈德語為波希米亞的官方語言。1621年至1623年，蒂利再度擊敗普法爾茨的新教諸侯軍隊。至此戰爭的第一階段———捷克階段以哈布斯堡皇室為代表的天主教同盟軍大获全胜而告终。

### 鄂圖曼加入
到了1620年摩爾達維亞權貴戰爭已接近尾聲，摩爾達维亞大公卡斯帕·格拉齊亞尼企圖脱離鄂圖曼統治，並和波蘭立陶宛聯邦結盟，他認為被波蘭統治好过被土耳其人管治，此舉令鄂圖曼出兵摩尔達维亞，波立聯邦國王齊格蒙特三世亦出兵支援，最終引發了波蘭-鄂圖曼戰爭(1620-1621)，波立聯邦軍隊指揮官若烏凱夫斯基於9月帶兵入摩尔達维亞，並於楚措拉和土耳其軍隊遭遇並戰鬥，即楚措拉戰役，波軍大敗，若烏凱夫斯基被殺，在苏丹鄂圖曼二世帶領下土耳其軍隊自摩尔達维亞乘機挺進至波立聯邦邊界。1621年波蘭将軍揚·卡羅尔·霍德凯维奇於霍腾成功擊敗土耳其軍隊，最終波蘭和鄂图曼帝國簽訂條約結束戰爭。

战争第一阶段主要人物
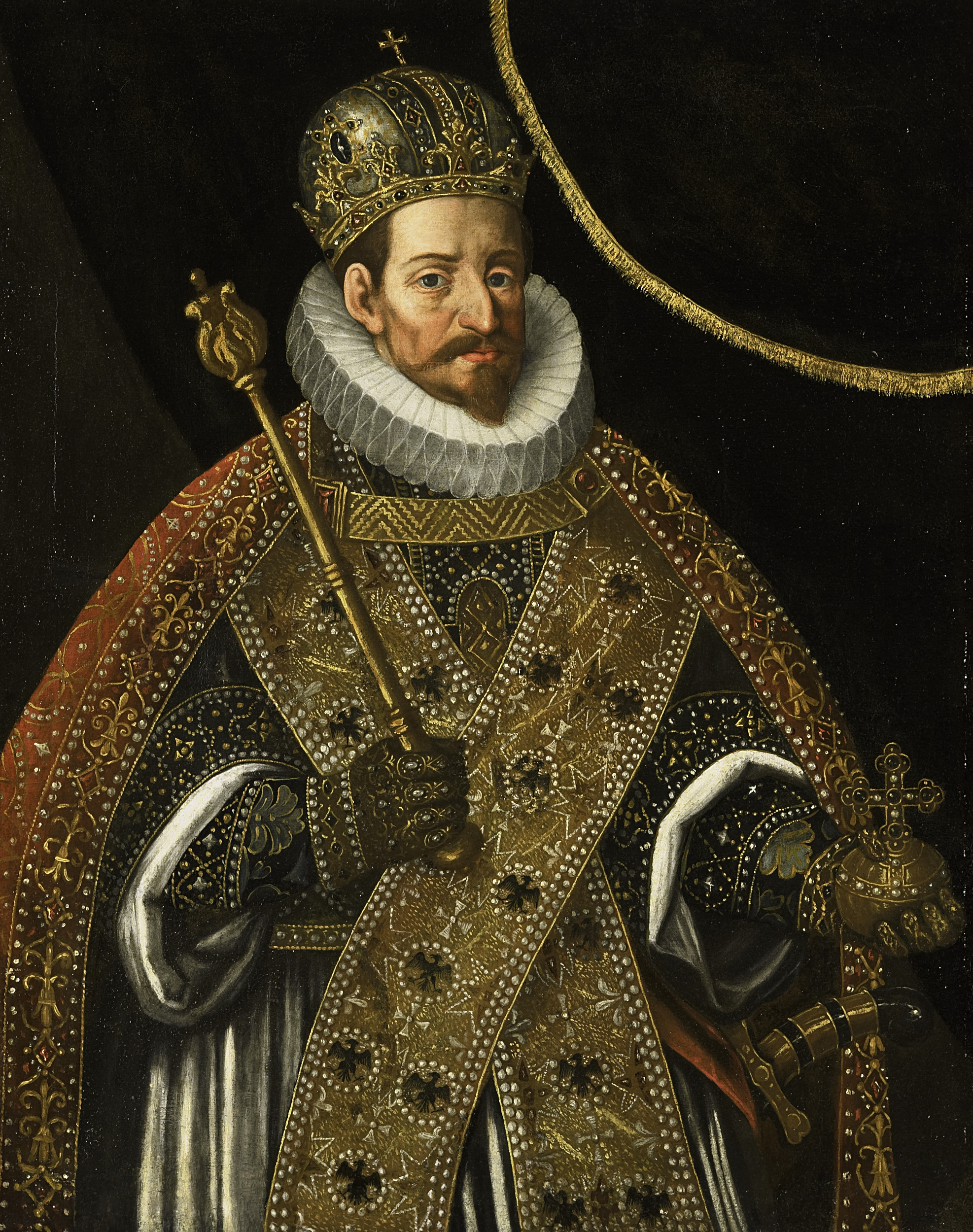
神圣罗马皇帝马蒂亚斯
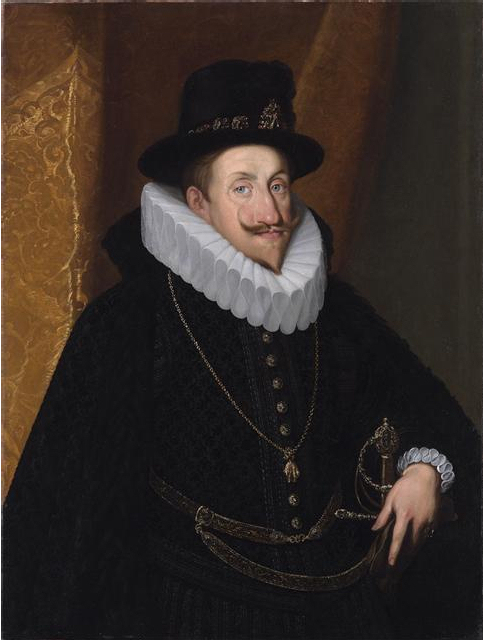
神圣罗马皇帝斐迪南二世
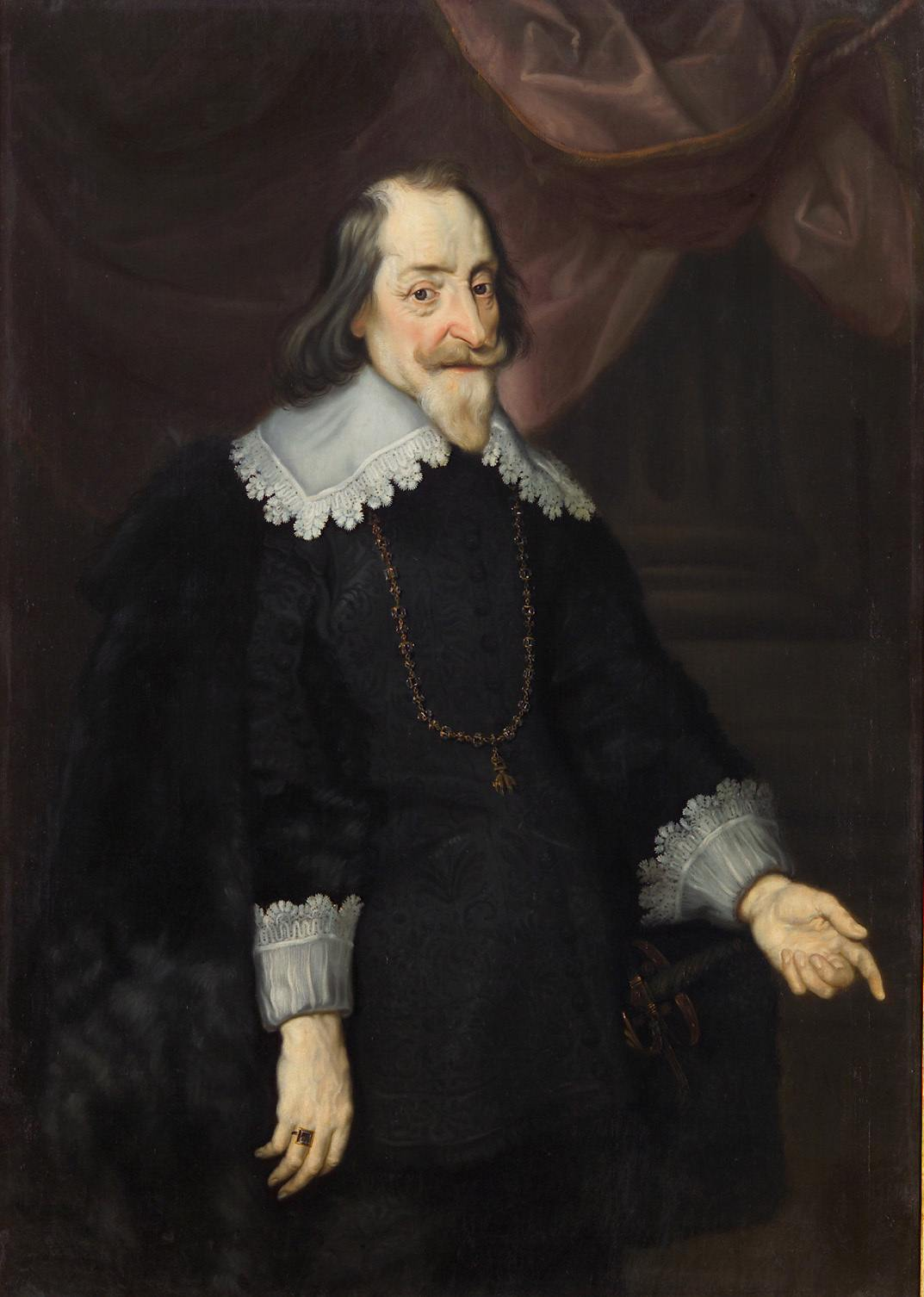
巴伐利亞選侯馬克西米利安一世
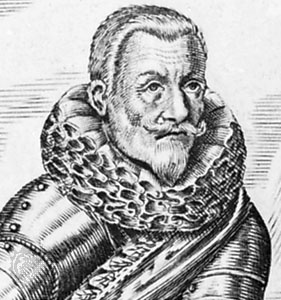
蒂利伯爵
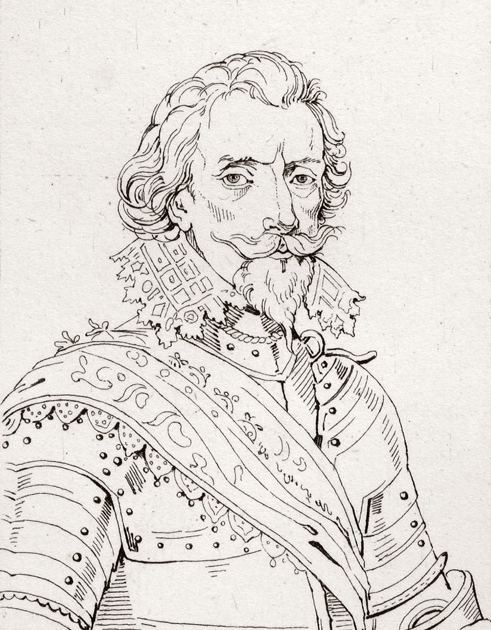
恩斯特·馮·曼斯菲爾德
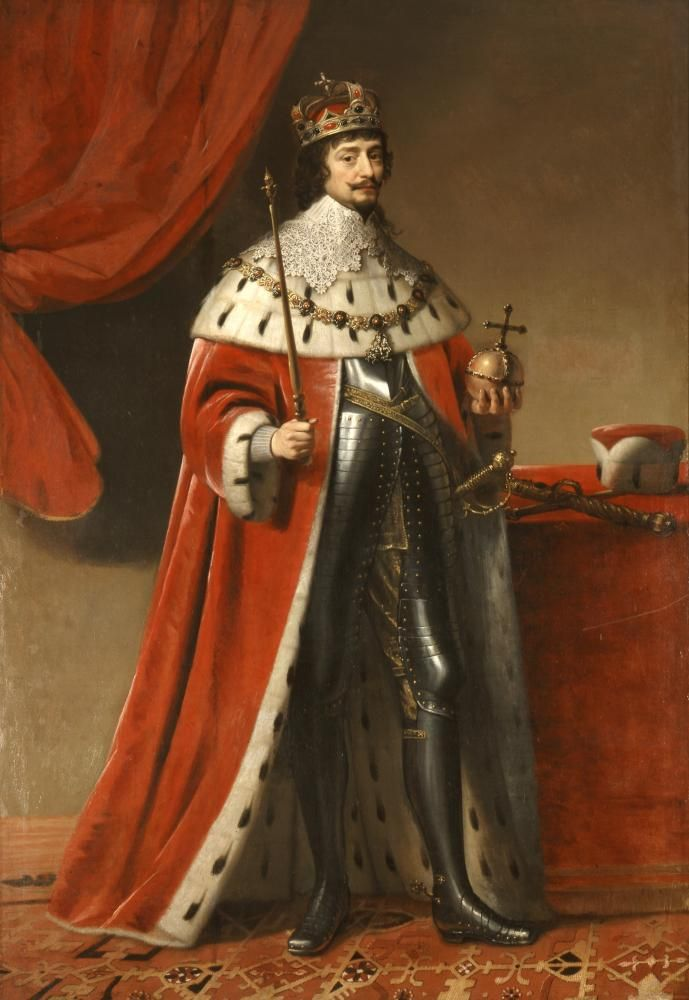
普法爾茨选侯腓特烈五世

## 丹麥階段（1625-29）

### 哈布斯堡與其反對者
雖然捷克階段的戰事以奧地利獲勝暫時告終，但法國並不能容忍查理五世時期的哈布斯堡帝國復活；而荷蘭則於1621年與西班牙開戰，至此仍未結束。英王詹姆士一世則擔心其女婿普法爾茨選帝侯腓特烈五世的命運；丹麥和瑞典則不願看到神聖羅馬帝國皇帝再度在全國實施有效的統治。因此，本來只是波希米亞人民反對神聖羅馬帝國欺壓的起義戰演變為廣泛的國際戰爭。1625年，法國枢机主教黎塞留提議英國、荷蘭與丹麥結成反哈布斯堡聯盟，丹麥負責出兵，而英國與荷蘭則在幕後支持，由此戰爭的第二階段——丹麥階段正式展開。1623年一貫主張支援奧地利的奧利瓦雷斯公爵成為西班牙首相，於是西班牙參戰的力道急速攀升，也造就1627年之前西軍的一連串勝利。

### 丹麥出兵
1625年，信奉新教的丹麥國王克里斯蒂安四世在英、法、荷三國的支持下與新教聯盟共同向神聖羅馬帝國皇帝發動進攻，很快便佔領日耳曼的西北部，與此同時，由曼斯菲爾德率領的英軍則佔領波希米亞西部。這次新教聯軍可說是節節獲勝，但於1628年，神聖羅馬帝國皇帝僱用聲名顯赫的波希米亞貴族華倫斯坦的僱傭軍，華倫斯坦不負其所望，於該年4月擊敗曼斯菲爾德，其後再擊敗丹麥，並控制了薩克森。丹麥被迫於1629年5月與神聖羅馬帝國皇帝簽定《呂貝克和約》，並保證不再插手日耳曼事務。戰爭第二階段以神聖羅馬帝國皇帝的勢力伸延到波羅的海告終。

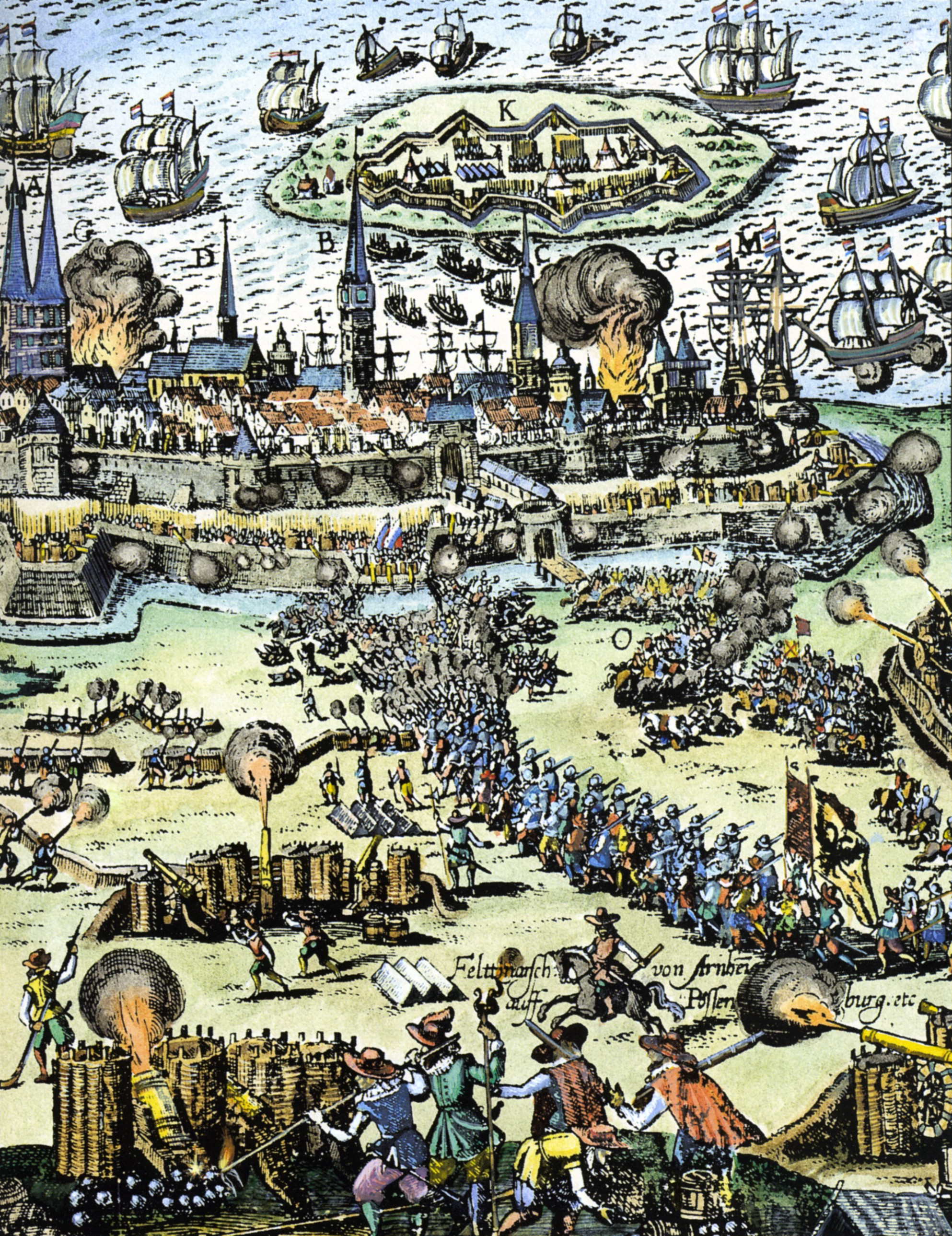
同时代表现施特拉尔松德之围（1628年5月至8月4日）的世刻画

由於薩克森統治了上薩克森行政圈和下薩克森行政圈的勃蘭登堡，在波希米亞和普法爾茨的戰役中，這兩个帝国圈都保持中立。然而，弗里德里希在1623年的證詞意味著薩克森的約翰·格奧爾格和加爾文主義者勃蘭登堡選帝侯格奧爾格·威廉開始擔心斐迪南打算收回目前由新教徒持有的前天主教主教區。當蒂利在1625年初恢復羅馬天主教哈爾伯施塔特教區時，這些擔憂似乎得到了證實。
作為荷爾斯泰因公爵，克里斯蒂安四世也是下萨克森行政圈的成員，而丹麥經濟則依賴波羅的海貿易和通過厄勒海峽的交通費。1621年，漢堡接受了丹麥的“監督”，而他的兒子弗里德里希成為呂貝克、不来梅和維爾登的聯合行政長官；佔有確保了丹麥對易北河和威悉河的控制。
斐迪南曾用從波希米亞叛軍手中沒收的地產向華倫斯坦支付對弗里德里希的支持，現在他與他簽訂了在類似基礎上征服北方的合同。1625年5月，下薩克森州議會選舉克里斯蒂安作為他們的軍事指揮官，儘管並非沒有抵抗。薩克森和勃蘭登堡將丹麥和瑞典視為競爭對手，並希望避免任何一方捲入帝國。由於德意志的衝突成為法國與其在西班牙和奧地利的哈布斯堡王朝競爭對手之間更廣泛鬥爭的一部分，談判和平解決方案的嘗試失敗了。
在1624年6月的貢比涅條約中，法國同意資助荷蘭對西班牙的戰爭至少三年，而在1625年12月的海牙條約中，荷蘭和英國同意資助丹麥對帝國的干預。希望建立一個更廣泛的聯盟來對抗斐迪南，荷蘭人邀請法國、瑞典、薩沃伊和威尼斯共和國加入，但它被事件所取代。1626年初，該聯盟的主要締造者紅衣主教黎塞留在國內面臨新的胡格諾派叛亂，在三月的蒙松條約中，法國退出了意大利北部，西班牙之路被重新開闢。
荷蘭和英國的補貼使克里斯蒂安能夠制定雄心勃勃的三部分競選計劃；當他率領主力沿著威悉河而下時，曼斯菲爾德將在不倫瑞克的克里斯蒂安和黑森-卡塞爾的莫里斯領導的部隊的支持下攻擊馬格德堡的華倫斯坦。進步很快就崩潰了。曼斯菲爾德於4月在德紹橋被擊敗，當莫里斯拒絕支持他時，不倫瑞克的克里斯蒂安回到了沃爾芬比特爾，不久後他死於疾病。8月，丹麥人在盧特遭到全面围攻，曼斯菲爾德的軍隊在11月去世後解散。
克里斯蒂安的許多德意志盟友，如黑森-卡塞爾和薩克森，對取代丹麥的帝國統治幾乎沒有興趣，而海牙條約中商定的補貼也很少得到支付。英格蘭的查理一世允許克里斯蒂安招募多達9,000名蘇格蘭僱傭兵，但他們需要時間才能到達，雖然能夠減緩華倫斯坦的前進速度，但不足以阻止他。到1627年底，華倫斯坦佔領了梅克倫堡、波美拉尼亞和日德蘭半島，並開始計劃建造一支能夠挑戰丹麥控制波羅的海的艦隊。他得到西班牙的支持，這為西班牙提供了開闢另一條戰線對抗荷蘭人的機會。
1628年5月，他的副手馮·阿尼姆圍攻施特拉爾松德，這是唯一擁有足夠大造船設施的港口，但這使瑞典捲入了戰爭。古斯塔夫·阿道夫國王向施特拉爾松派遣了數千名蘇格蘭和瑞典軍隊，由亞歷山大·萊斯利指揮，他也被任命為總督。馮·阿尼姆被迫於8月4日解除圍攻，但三週後，克里斯蒂安在沃爾加斯特再次失利。他開始與華倫斯坦談判，儘管他最近取得了勝利，但他擔心瑞典干預的前景，因此急於達成和平。
由於曼圖亞王位繼承戰爭的爆發，奧地利的資源緊張，華倫斯坦說服斐迪南同意在1629年6月的呂貝克條約中相對寬鬆的條款。克里斯蒂安保留了他在石勒蘇益格和荷爾斯泰因的德意志財產，以換取放棄不來梅和弗登，並放棄對德意志新教徒的支持。雖然丹麥將石勒蘇益格和荷爾斯泰因保留到1864年，但這實際上結束了其作為主要北歐國家的統治。
再一次，用來取得勝利的方法解釋了為什麼戰爭沒有結束。斐迪南付錢給華倫斯坦，讓他沒收莊園，從城鎮勒索贖金，並允許他的手下掠奪他們經過的土地，無論它們屬於盟友還是對手。1628年初，當斐迪南廢黜世襲的梅克倫堡公爵並任命華倫斯坦為他的位置時，對這種策略和他日益增長的權力的憤怒達到了頂點。儘管反對這一法案的行為團結了所有德意志亲王和王公，不分宗教，但巴伐利亞的馬克西米利安因獲得普法爾茨而受到損害。雖然新教徒希望恢復弗里德里希並將立場恢復到1618年，但天主教聯盟只主張1627年之前的立場。

1629年3月，斐迪南因成功而過於自信，通過了一項歸還法令，要求歸還1555年後從天主教堂奪取的所有土地。雖然從技術上講是合法的，但在政治上卻是極其不明智的，因為這樣做會改變德意志北部和中部幾乎每一個州的邊界，否認加爾文主義的存在，並在近一個世紀以來一直沒有顯著存在的地區恢復天主教。斐迪南深知所有相關的亲王都不會同意，他使用了帝國法令的手段，再次聲稱他有權在未經協商的情況下修改法律。這種對“德意志自由”的新攻擊確保了持續的反對並破壞了他先前的成功。

第二阶段主要人物
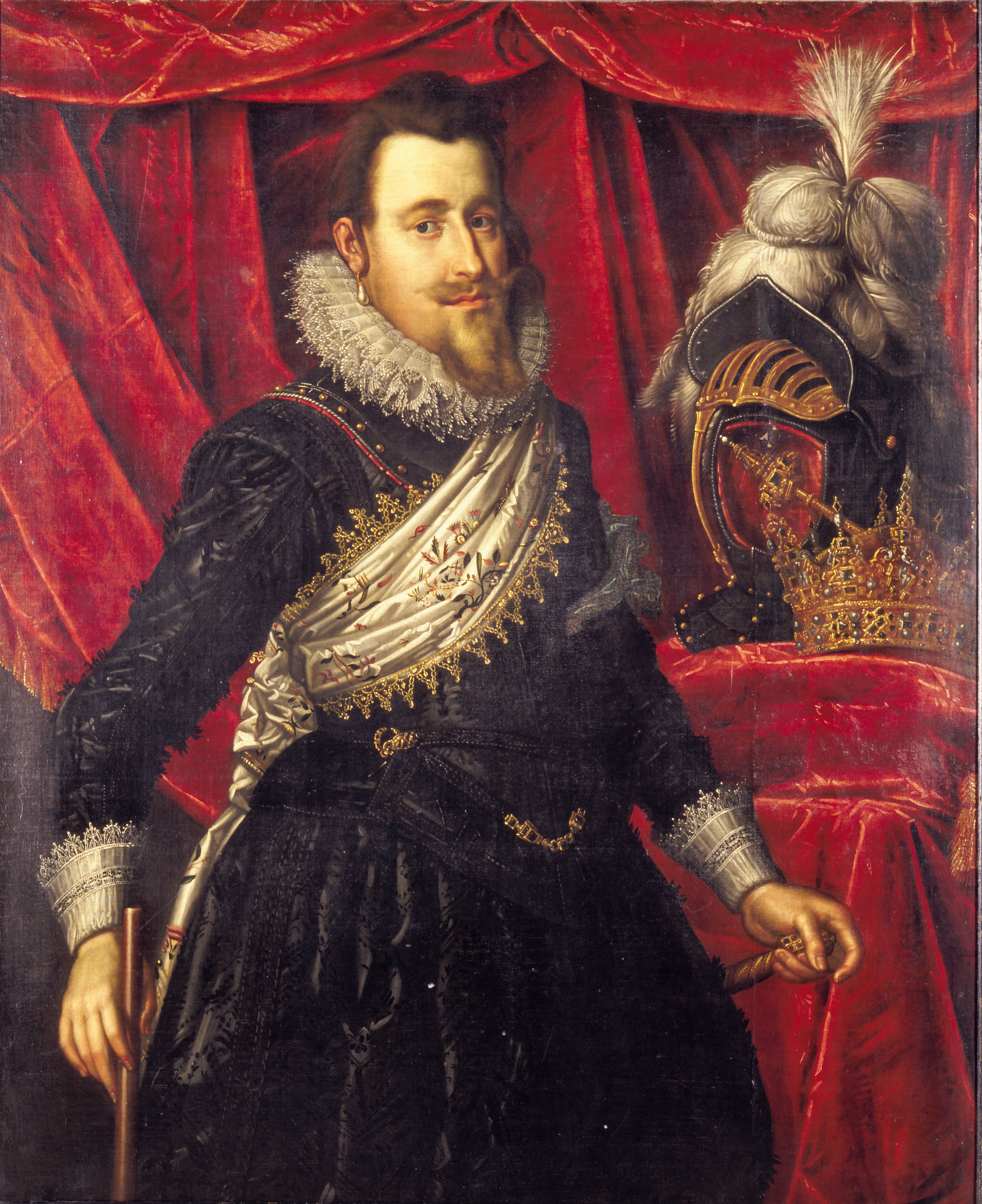
丹麦和挪威国王克里斯蒂安四世
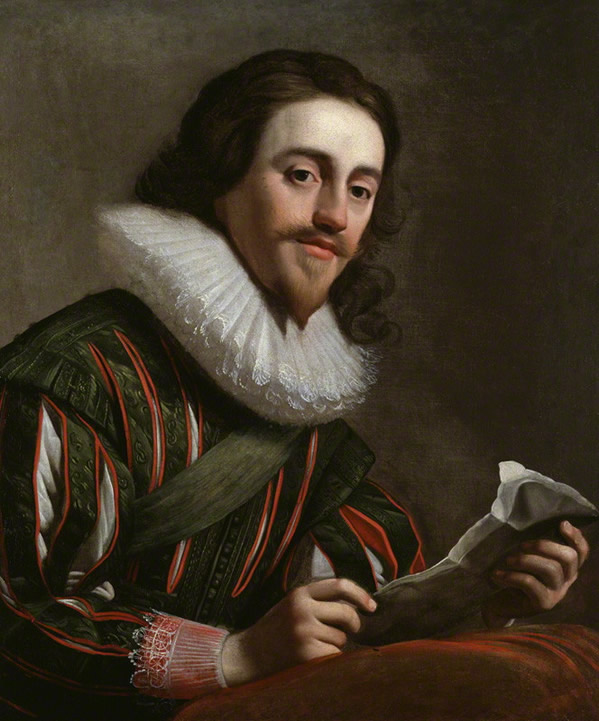
英格兰国王查尔斯一世
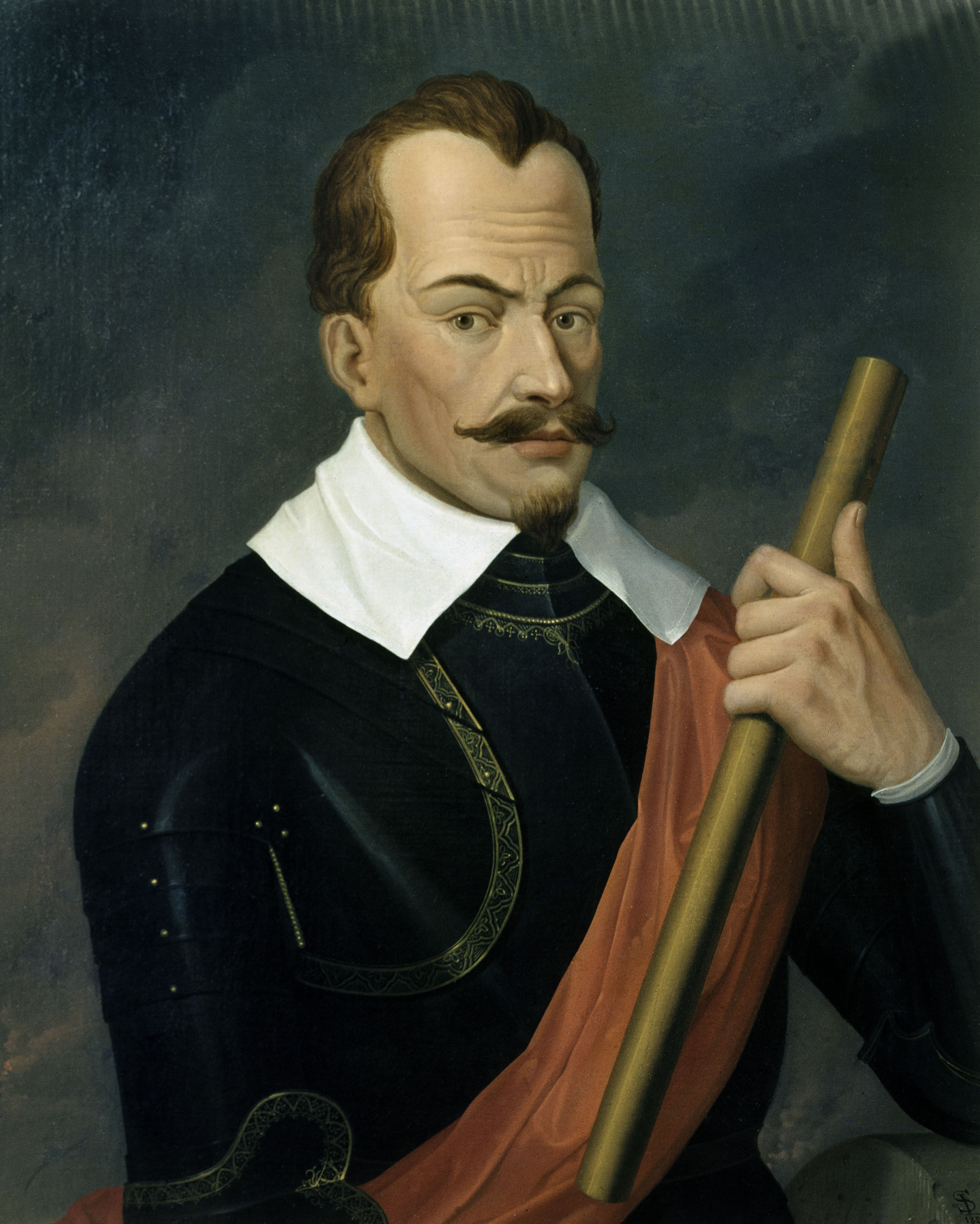
阿尔布雷希特·冯·华伦斯坦
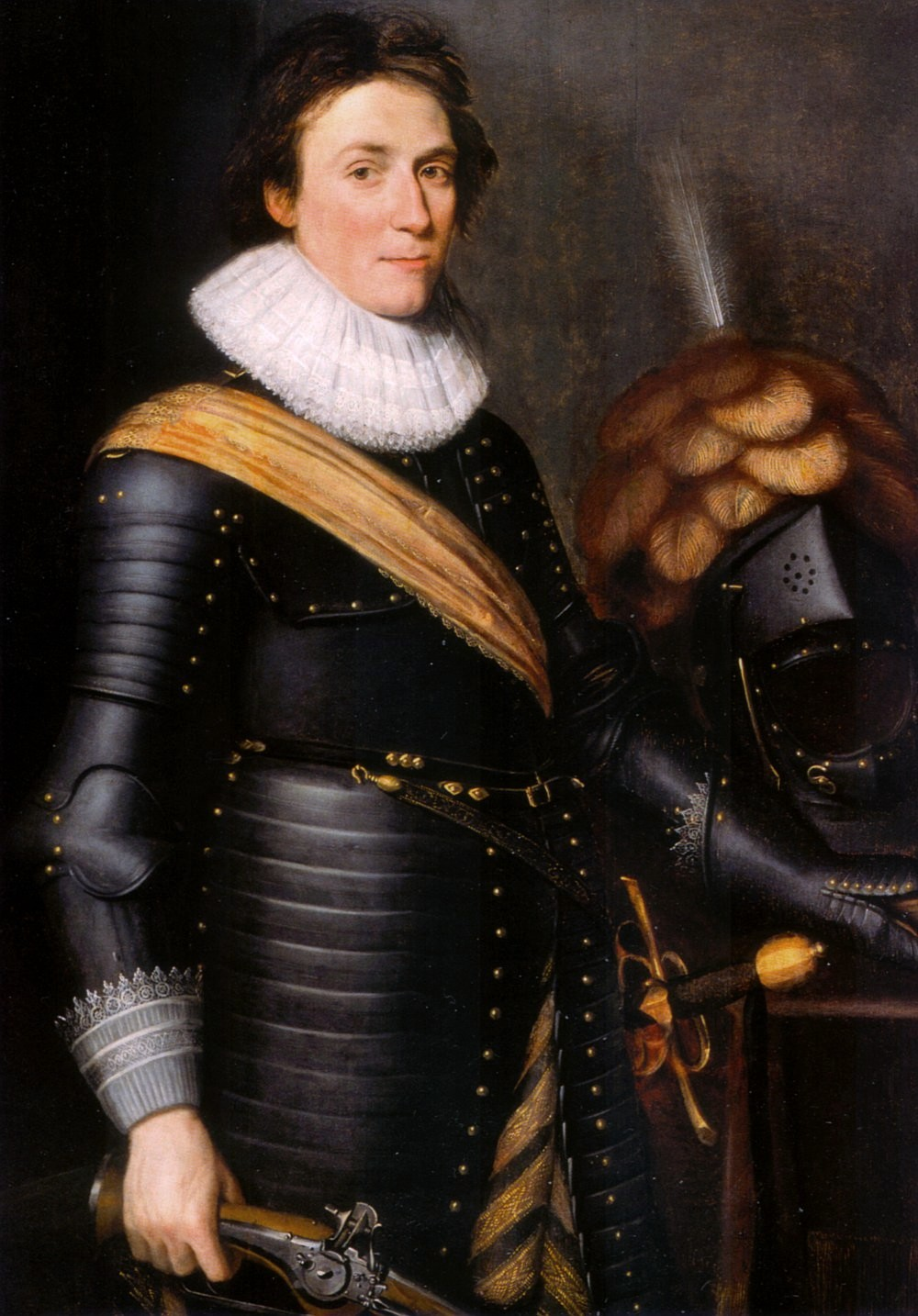
布倫瑞克-沃爾芬比特爾的小克里斯蒂安
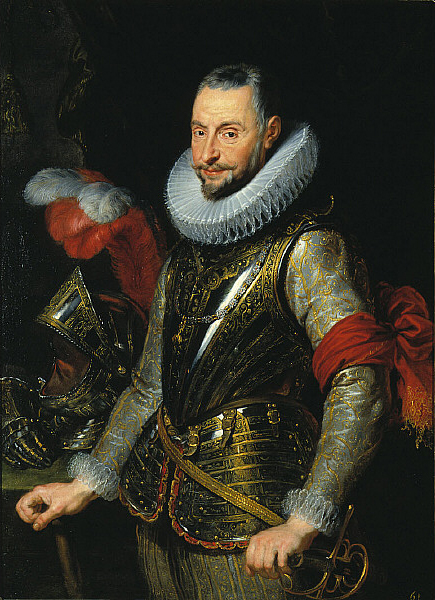
安布羅西奧·斯皮諾拉
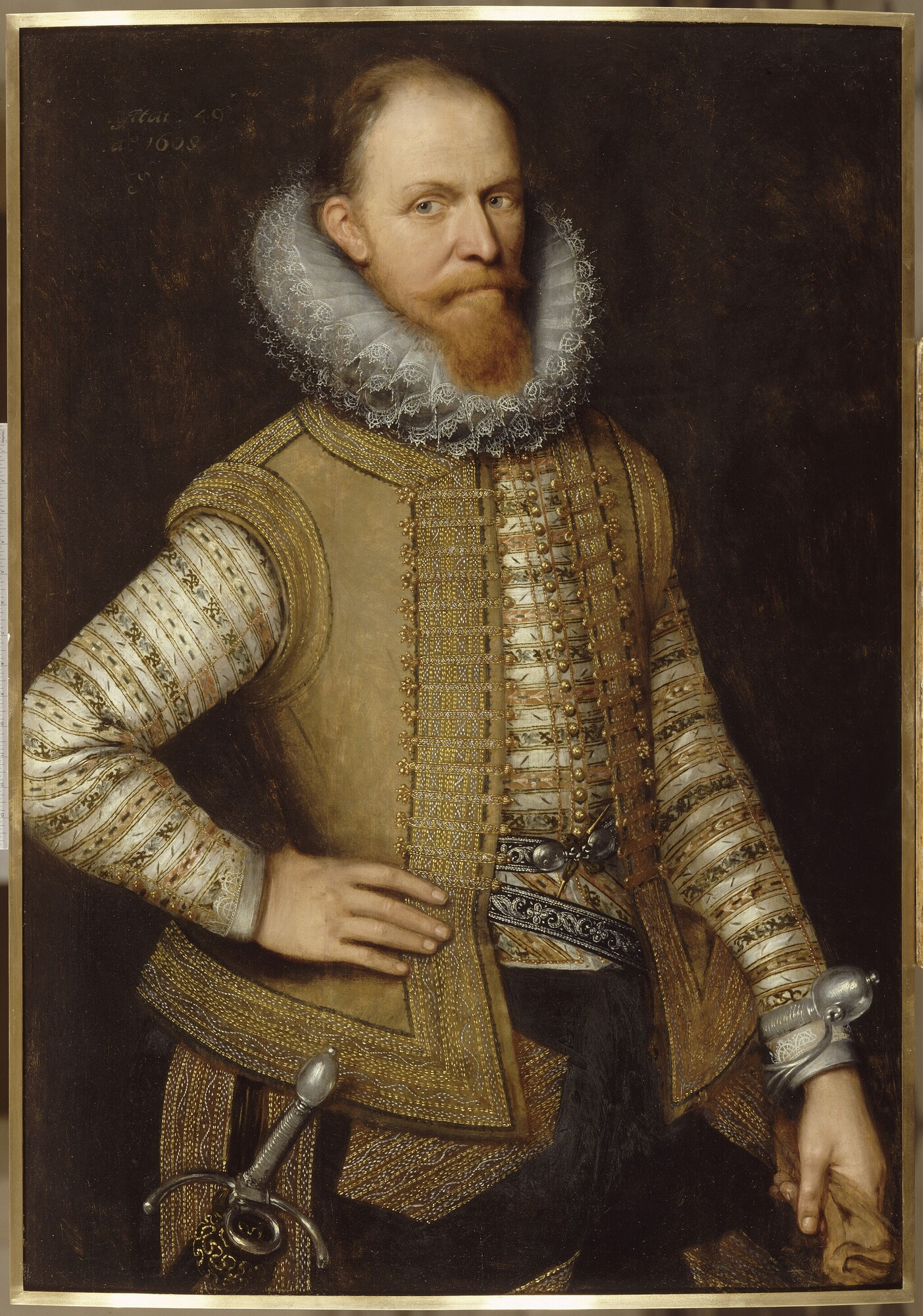
尼德兰联省共和国执政拿骚的毛里茨

## 瑞典階段（1630-34）

### 瑞典南下
戰爭第二階段由神聖羅馬帝國獲勝後，華倫斯坦便計劃在波羅的海建立一支強大的艦隊，瑞典國王害怕從此神聖羅馬帝國會超越瑞典，取得在波羅的海的優勢地位。因此瑞典在法國的資金援助下，於1630年7月出兵，在波美拉尼亞登陸，從而開始了戰爭的第三階段——瑞典階段。

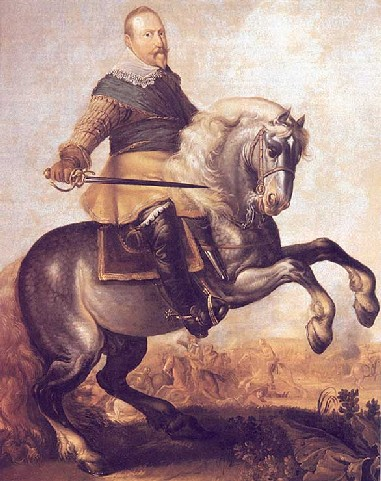
1631年，瑞典國王古斯塔夫二世在布賴滕費爾德會戰時的神采

在瑞典與波蘭-立陶宛的戰爭期間，古斯塔夫在過去的幾年裡對他的軍隊進行了重組和現代化，由他的天主教堂兄西吉斯蒙德統治，西吉斯蒙德是瑞典王位的宣稱者，並得到了帝國輔助部隊的支持。由於只有像黑森-卡塞爾這樣的少數新教國家仍然公開反對鞏固帝國權力，這使得瑞典成為黎塞留最明顯的盟友，黎塞留的政策是“阻止西班牙的進步進程”，並“保護她的鄰國免受西班牙人的侵害”壓迫”。由於法國資源在意大利被束縛，他幫助談判了1629年9月瑞典和波蘭之間的阿爾特馬克休戰協議，使古斯塔夫斯得以自由參戰。部分是出於支持他的新教共同宗教主義者的真正願望，例如克里斯蒂安，他還希望最大限度地提高他在波羅的海貿易中的份額，這為瑞典提供了大部分收入。
在與皇帝談判失敗後，古斯塔夫於1630年6月率領近18,000名瑞典軍隊登陸波美拉尼亞。他以施特拉爾松德為橋頭堡，沿著奧得河向南向斯德丁進軍，並脅迫波美拉尼亞公爵波吉斯瓦夫十四世與他的對手西吉斯蒙德結盟，以確保他在波美拉尼亞的利益。結果，波蘭人將注意力轉向俄羅斯，發動了1632年至1634年的斯摩棱斯克戰爭。

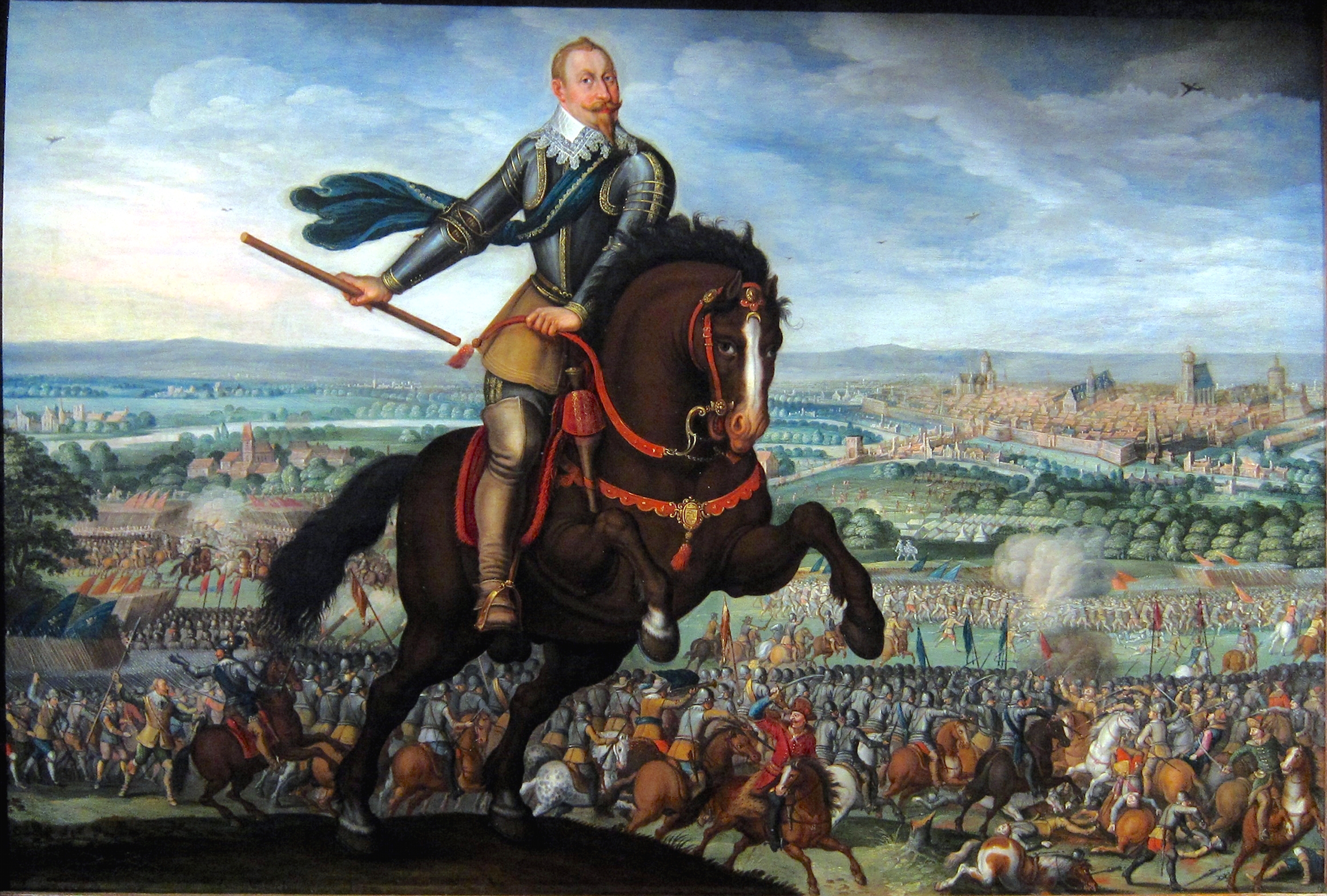
1631年，瑞典國王古斯塔夫二世於布賴滕費爾德會戰戰勝神聖羅馬帝國的情景

然而，瑞典對德意志廣泛支持的期望被證明是不切實際的，到1630年底，他們唯一的新盟友是馬格德堡行政長官克里斯蒂安·威廉，他的首都被蒂利圍攻。儘管帝國士兵對他們的領土造成了破壞，但薩克森和勃蘭登堡在波美拉尼亞都有自己的野心，這與古斯塔夫的野心發生了衝突。以前的經驗還表明，邀請外部勢力進入帝國比讓他們離開更容易。作為回應，古斯塔夫將他的部隊向南移動到勃蘭登堡，洗劫了庫斯特林和奧得河畔法蘭克福，而5月的洗劫馬格德堡被證明是一種強大的招募工具。
黎塞留再一次利用法國的財力來調和瑞典人和德意志人之間的分歧。1631年的巴瓦爾德條約為瑞典人及其新教盟友（包括薩克森和勃蘭登堡）提供了資金。這些款項每年總計400,000帝國塔勒，即100萬里弗，再加上1630年的額外120,000帝國塔勒。雖然不到法國國家總預算的2%，但佔瑞典預算的25%以上，並允許古斯塔夫支持一個36,000人的軍隊。他於1631年9月在布賴頓費爾德取得重大勝利，然後在1632年4月在雷恩取得重大勝利，蒂利在那裡战死。

### 大敗皇帝

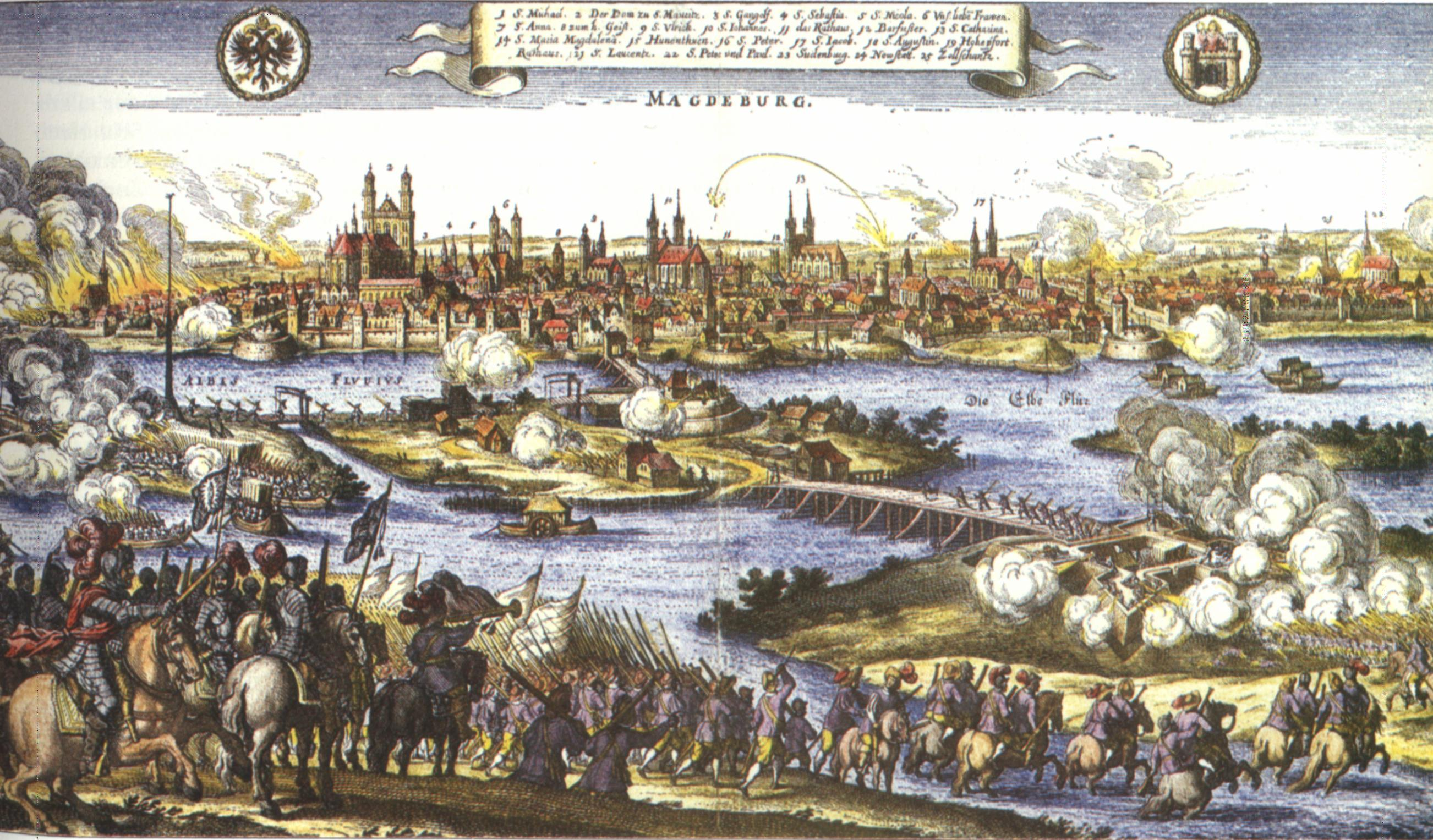
1631年天主教联军洗劫马格德堡，城内的25000名自卫的民众仅有不到5000人得以幸存

蒂利死後，斐迪南再次求助於華倫斯坦，華倫斯坦意識到古斯塔夫過度擴張並在菲爾特站穩了腳跟，在那裡他可以威脅到他的補給線。戰爭中最大規模的戰役發生在8月下旬，當時對城外帝國營地的一次進攻被血腥擊退，這可以說是古斯塔夫在德意志戰役中犯下的最大錯誤。兩個月後，瑞典人和帝國人在呂岑會面，雙方傷亡慘重；一些瑞典部隊損失超過60%，而華倫斯坦的副手帕彭海姆和古斯塔夫斯本人則被殺。戰鬥一直持續到黃昏時，華倫斯坦撤退，放棄了他的大砲並受傷。儘管他們輸了，這讓瑞典人聲稱勝利，儘管結果仍然存在爭議。

古斯塔夫死後，瑞典的政策由他極其能幹的首相阿克塞爾·乌克森谢納指導。1633年4月，瑞典人和他們的德意志盟友在法國人的資助下成立了海爾布隆聯盟，並於7月在奧爾登多夫擊敗了由巴伐利亞將軍布隆克霍斯特-格隆斯菲爾德領導的帝國軍隊。呂岑战役嚴重影響了華倫斯坦的聲望，而他的國內反對者則聲稱他未能支持布隆克霍斯特-格隆斯菲爾德。1634年2月，斐迪南皇帝下令逮捕他，再加上他準備改變立場的謠言；25日，他在埃格被自己的軍官暗殺。

1632年11月16日，瑞典國王古斯塔夫二世於呂岑會戰陣亡的情景

失去華倫斯坦和他的組織使斐迪南皇帝依賴西班牙獲得軍事支持，他們主要關心的是重新打開西班牙之路以對抗荷蘭人。這意味著戰爭的焦點現在轉移到了萊茵蘭和巴伐利亞。1634年9月2日，新任命的西班牙尼德蘭總督奧地利紅衣主教斐迪南在意大利召集了一支18,000人的軍隊，並於1634年9月2日在多瑙沃特遇到了15,000人的帝國軍隊。三天后，他們在諾德林根取得了決定性的勝利這摧毀了瑞典在德意志南部的權力並導致他們的德意志盟友叛逃，他們現在試圖與皇帝和解
瑞典軍隊由國王古斯塔夫二世·阿道夫率領，與勃蘭登堡和薩克森選帝侯聯合，在1631年9月17日，於布賴滕費爾德會戰打敗了神聖羅馬帝國的軍隊，佔領了波美拉尼亞。1632年初，神聖羅馬帝國軍的統帥蒂利伯爵在莱希河戰敗身亡，瑞典軍佔領美因茨，在4月再攻陷奧格斯堡和慕尼黑。神聖羅馬帝國皇帝在這危急存亡之際，再度起用原被貶斥的華倫斯坦為統帥，在該年11月與瑞典軍進行呂岑會戰，可是瑞典再度獲勝，但同時瑞典軍的主帥古斯塔夫二世國王亦陣亡，從此瑞典軍喪失進攻能力，而華倫斯坦則退回波希米亞，後來因為被神聖羅馬帝國皇帝所猜妒，遭其派刺客暗殺。

### 皇帝再度反攻
神聖羅馬帝國皇帝藉此機會聯合西班牙盟軍，在1634年9月於第一次诺德林根会战大敗瑞典軍，逼使瑞典軍撤回波羅的海沿岸。薩克森與勃蘭登堡則於1635年5月與神聖羅馬帝國皇帝簽訂《布拉格和約》。戰爭第三階段 - 瑞典階段以哈布斯堡皇帝獲勝而告結束。

战争第三阶段主要人物
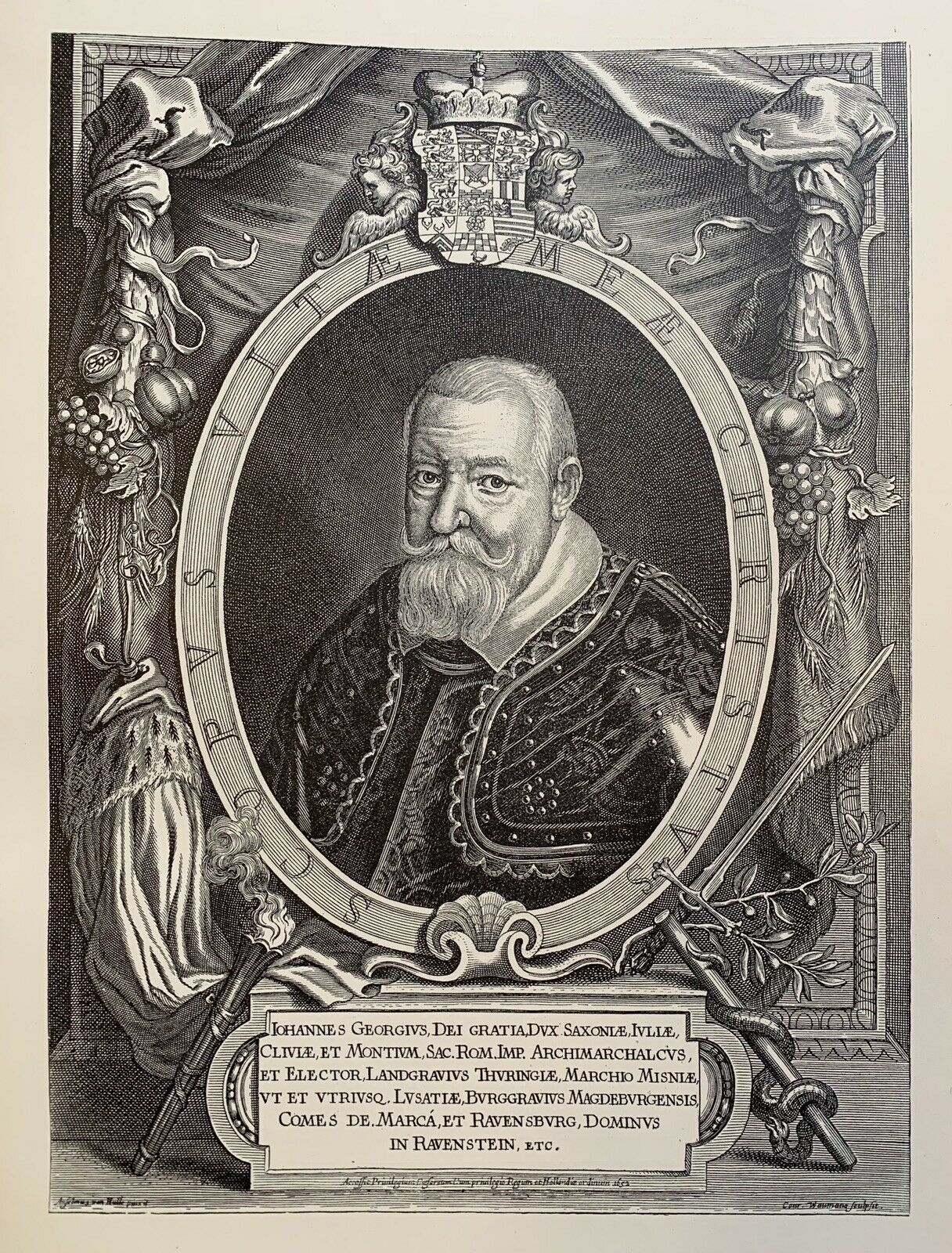
萨克森选侯約翰·格奧爾格一世
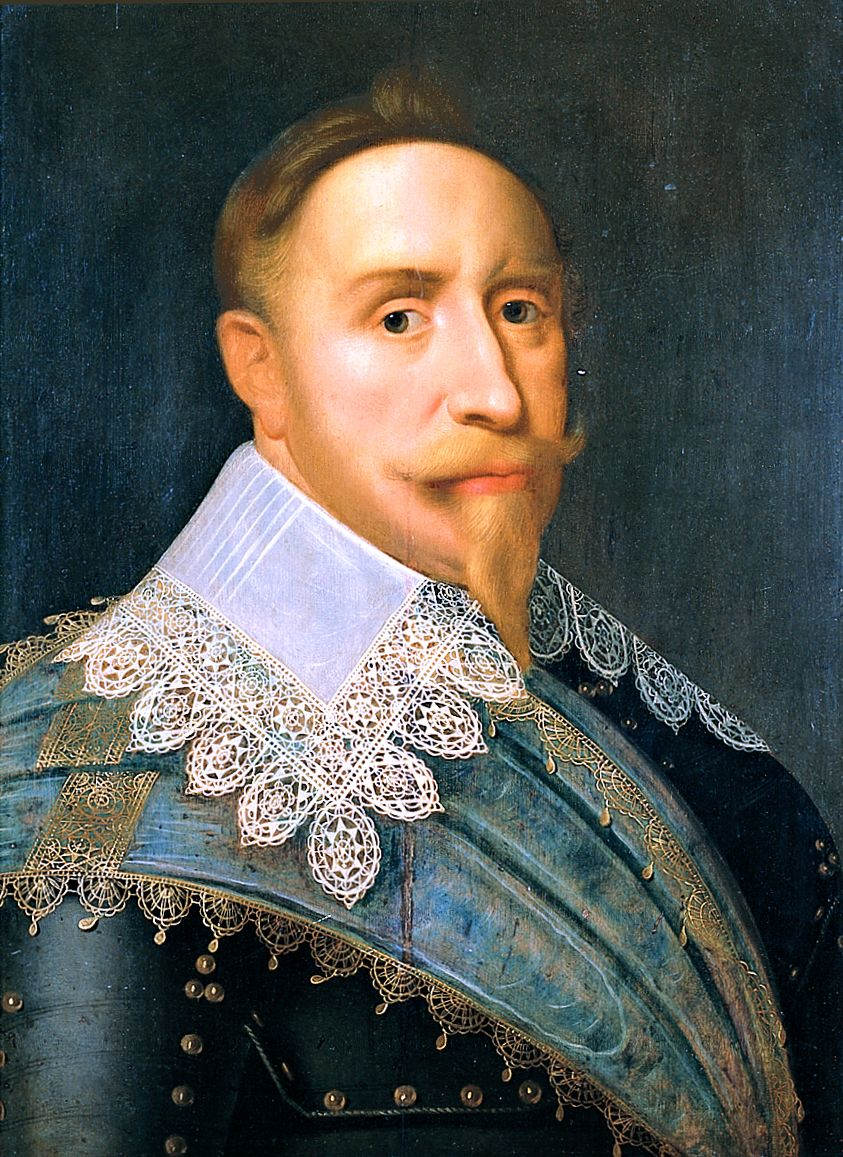
瑞典国王古斯塔夫·阿道夫二世
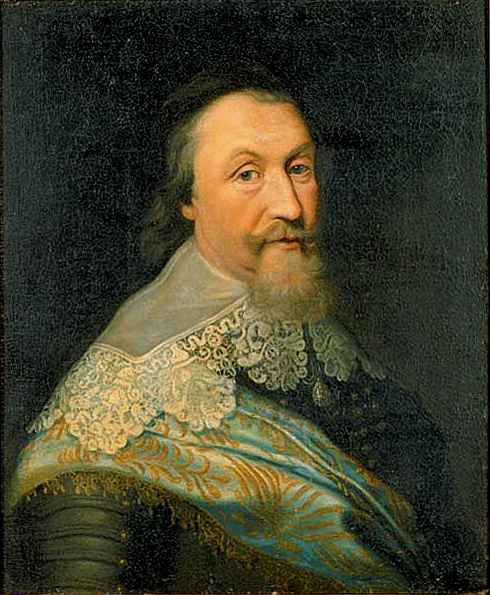
瑞典首相烏克森謝納
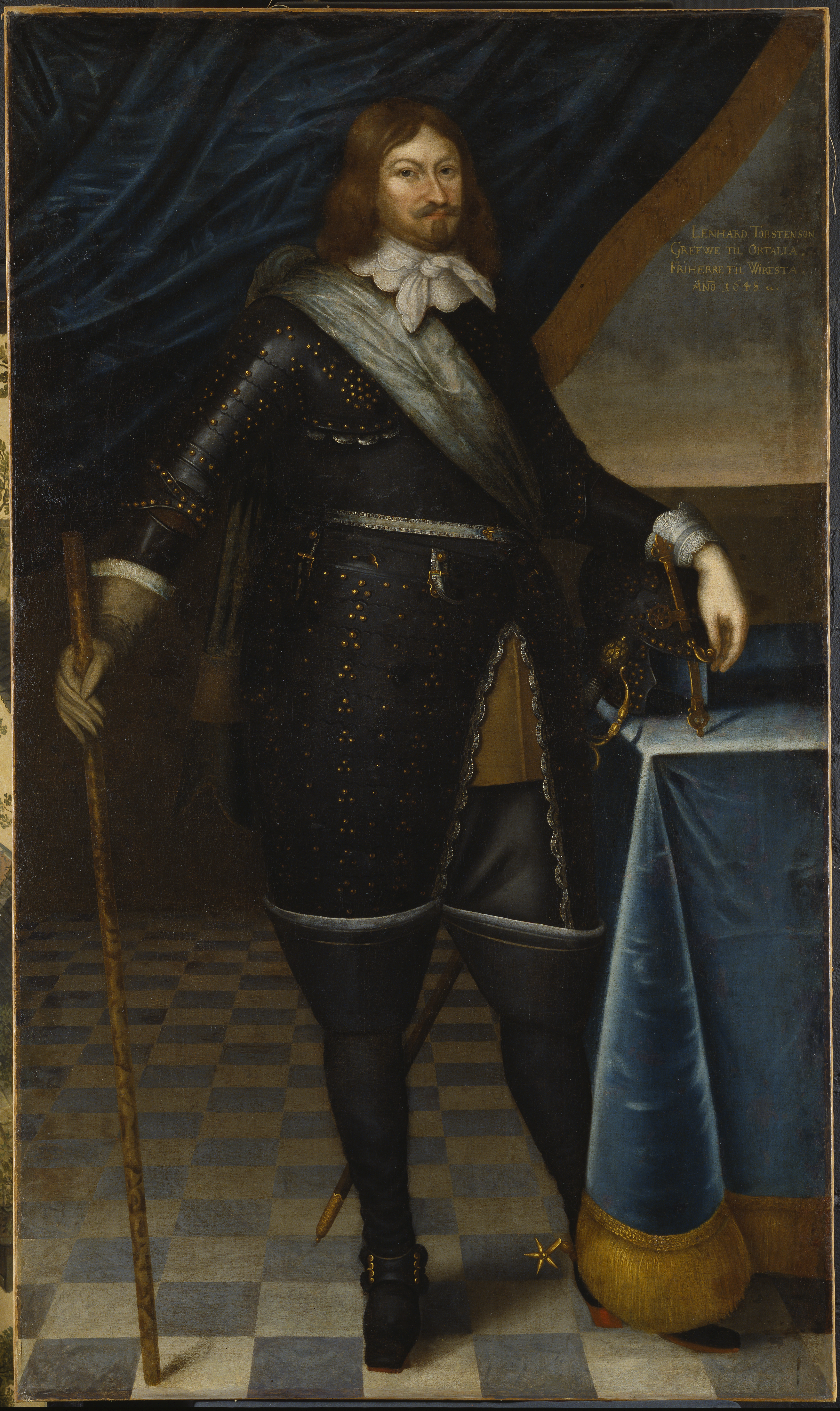
連納爾特·托爾斯騰森
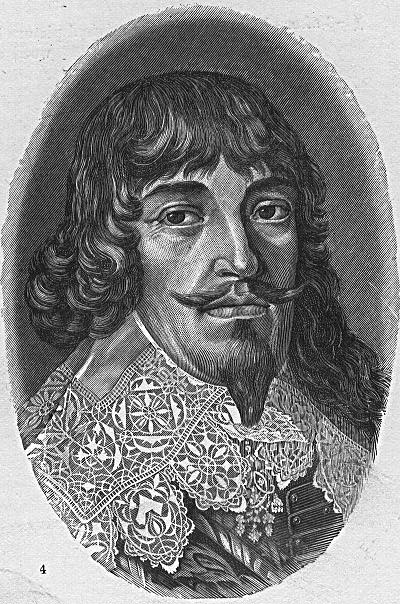
伯納德·馮·萨克森-魏瑪
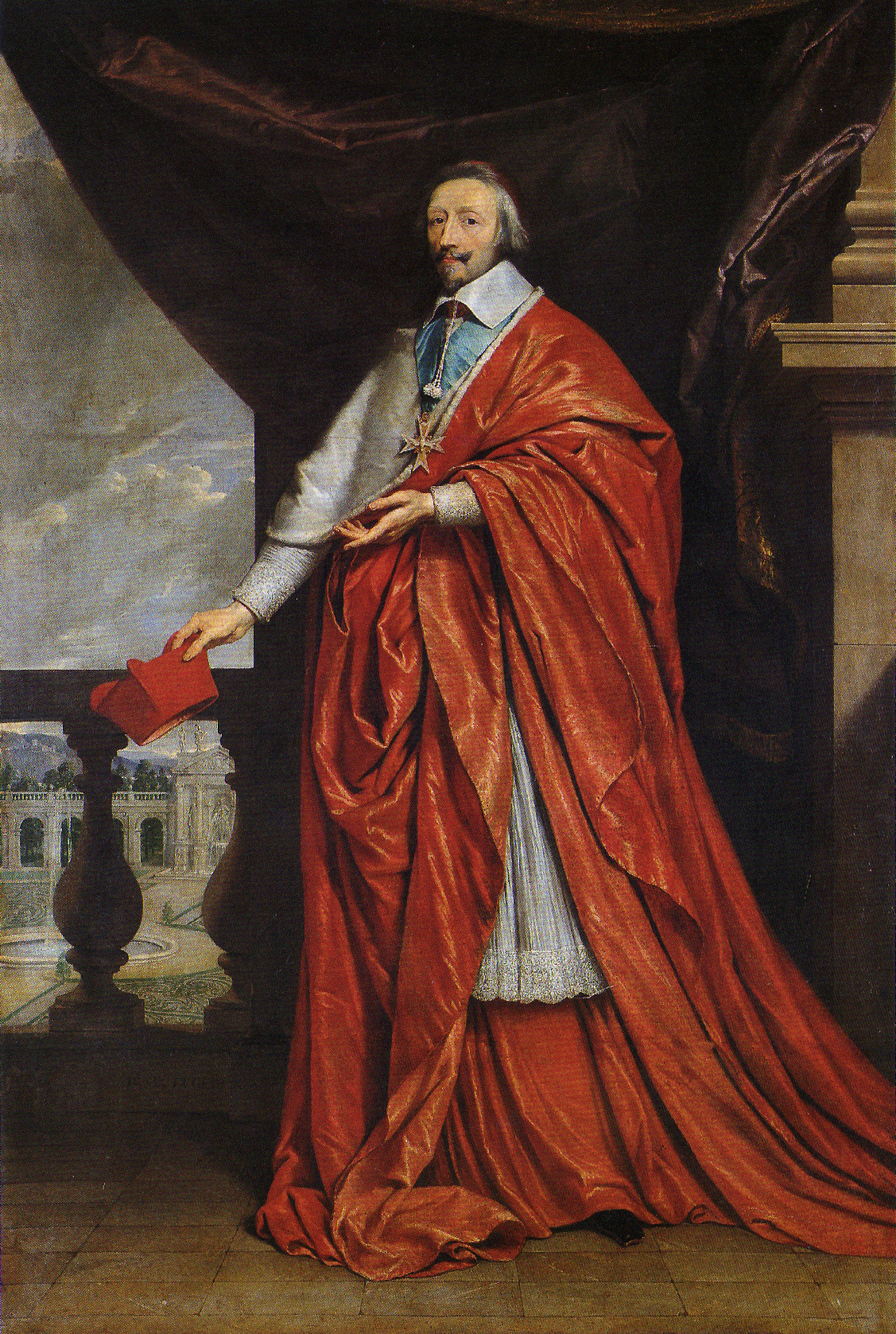
法国红衣主教黎塞留

## 法国階段（1635-48）

### 法國出兵
哈布斯堡皇室再次獲勝使得法蘭西王國大為震驚，此前，法國因為自身是天主教國家，一直只是假手他國以削弱哈布斯堡皇室的實力，但當丹麥、瑞典與神聖羅馬帝國的新教諸侯均告失敗後，法國決定直接出兵，與瑞典聯合對哈布斯堡王朝作戰。從此戰爭進入第四階段——法国-瑞典階段。
通過觸發法國的直接干預，訥德林根戰役擴大了衝突而不是結束衝突。黎塞留為瑞典人提供了新的補貼，僱傭了薩克森-魏瑪的伯納德率領的僱傭軍在萊茵蘭發動進攻，並於1635年5月正式向西班牙宣戰。幾天后，德意志各州與斐迪南達成了布拉格和約；作為撤回歸還法令的回報，海爾布隆和天主教聯盟解散並由一支帝國軍隊取代，儘管薩克森和巴伐利亞保留了對自己軍隊的控制權。這通常被視為戰爭不再主要是德意志之間的宗教衝突的時間點。
1635年3月，一支法國軍隊進入瓦爾泰利納，再次切斷了西班牙控制的米蘭與帝國之間的聯繫。5月，他們35,000人的主力軍隊入侵西班牙尼德蘭，但在17,000人因疾病和逃兵而傷亡後，於7月被迫撤退。1636年西班牙攻勢到達法國北部的科比，隨後由於缺乏補給迫使他們撤退，雖然這在巴黎引起了恐慌，但這種危機並未再次發生。在1636年3月的維斯馬條約中，法國正式加入戰爭以支持瑞典，瑞典失去了古斯塔夫國王獲得的大部分領土以及他們的稅收，使其越來越依賴法國的融資。1636年6月，在布拉格和約之後，它的大多數德意志盟友在約翰·巴內爾的帶領下進入了勃蘭登堡，並於10月4日在維特斯托克戰役中擊敗了一支帝國軍隊，重新確立了他們在德意志東北部的主導地位。
斐迪南二世於1637年2月去世，其子斐迪南三世繼位，他的軍事地位日益惡化。1638年3月，伯恩哈德在萊茵費爾登摧毀了一支帝國軍隊，而他在12月奪取了布莱薩赫，確保了法國對阿爾薩斯的控制並切斷了西班牙之路。10月，馮·哈茨費爾特在弗洛托擊敗了一支瑞典-英國-普法尔茨聯軍，但馬蒂亞斯·加拉斯率領的主要帝國軍隊將德意志東北部交給了瑞典人，無法在受災地區維持生計。1639年4月，巴內爾在開姆尼茨擊敗了薩克森人，然後於5月進入波希米亞。為了挽回局面，斐迪南將皮科洛米尼的軍隊從蒂永維爾轉移，結束了奧地利和西班牙之間的直接軍事合作。
西班牙的奧利瓦雷斯要求和平的壓力越來越大，尤其是在聘請波蘭輔助人員的嘗試被證明不成功之後。切斷西班牙之路迫使馬德里通過海上重新補給他們在法蘭德斯的軍隊，1639年10月，一支大型西班牙車隊在唐斯戰役中被由馬騰·特倫普率領的荷蘭艦隊摧毀。荷蘭對他們在非洲和美洲的領地的襲擊在葡萄牙引發了騷亂，後來成為西班牙帝國的一部分，再加上重稅在葡萄牙和加泰羅尼亞引發了叛亂。在法國人於1640年8月占領阿拉斯並佔領阿圖瓦之後，奧利瓦雷斯認為是時候接受荷蘭獨立並防止法蘭德斯的進一步損失。西班牙仍然是一個強大的力量，但不能再補貼斐迪南，影響了他繼續戰爭的能力。

### 法國獲勝
1636年－1637年，西班牙出兵法國，與神聖羅馬帝國由南北兩路夾攻，並且一度進逼至法國首都巴黎，但最後為法軍所敗。1638年8月法國海軍打敗舉世聞名的西班牙海軍，1639年10月西班牙海軍的主力更被原來籍籍無名的荷蘭海軍殲滅。伯恩哈德於1639年7月去世後，他的部隊加入了巴內爾的瑞典軍隊，在威悉河沿岸進行了一場無效的戰役，其中最引人注目的是1641年1月對雷根斯堡的帝國議會的突然襲擊。巴內爾被迫撤退，於5月抵達哈爾伯施塔特，並在此死去。儘管6月在沃爾芬比特爾擊敗了一支帝國軍隊，但他的大部分德意志軍隊因缺乏薪水而叛變。11月連納特·托斯滕森帶著7,000名瑞典新兵和足夠的現金來滿足叛亂分子的到來挽救了局面。
法國於1642年1月在肯彭取得勝利，隨後在1642年10月布萊登菲爾德戰役中，托爾斯滕森對由奧地利大公利奧波德·威廉率領的帝國軍隊造成近10,000人傷亡。12月對萊比錫的佔領使瑞典人在德意志有了一個重要的新基地，儘管他們未能佔領弗賴堡，到1643年，撒克遜軍隊已被縮減為幾個孤立的駐軍。斐迪南承認他不能再通過軍事手段實現自己的目標，但希望通過繼續戰鬥來阻止帝國加入與法國和瑞典的談判，讓他個人代表整個帝國。丹麥受其所制，因此乘瑞典軍進攻日耳曼南方之際，向瑞典宣戰。丹麥曾於1644年擊敗瑞典與荷蘭的聯合艦隊，但其後丹麥海軍卻被重新組建的瑞荷聯合艦隊全殲。在經過三年（1643年－1645年）戰爭後，瑞典軍成功從水陸兩路進逼丹麥，逼使丹麥停戰求和。
黎塞留於1642年12月去世，隨後路易十三於1643年5月14日去世，留下他五歲的兒子路易十四為國王，西班牙王姐安娜作为路易十四的母亲成为摄政太后。這似乎讓停戰更容易實現。然而，黎塞留的政策由他的繼任者紅衣主教馬薩林延續，而法國在阿爾薩斯的勝利使他能夠重新專注於在荷蘭對西班牙的戰爭。5月19日，孔代在羅克魯瓦戰役大勝西班牙人。儘管他的成功沒有人們通常認為的那麼重要，由於它對西班牙對荷蘭南部的控制沒有立即影響，而且在羅克羅伊被俘的西班牙退伍軍人很快被交換，它結束了從低地發動另一次入侵法國的所有機會。
孔代無法充分利用羅克魯瓦戰役的部分原因是影響所有戰鬥人員的因素。25年戰爭造成的破壞意味著軍隊在覓食上花費的時間多於戰鬥，這迫使他們變得更小、更具機動性，並且更加重視騎兵。它還縮短了競選季節，因為收集草料的需要意味著他們開始較晚，並將它們限制在容易供應的地區，通常靠近河流。此外，法國人在11月在圖特林根被弗朗茨·馮·梅西率領的巴伐利亞帝國軍隊摧毀後，不得不在德意志重建軍隊。
在羅克魯瓦戰役之後不久，斐迪南邀請瑞典和法國參加威斯特伐利亞城鎮明斯特和奧斯納布呂克的和談，但當丹麥的克里斯蒂安封鎖漢堡並增加波羅的海的通行費時，這些談判被推遲了。這嚴重影響了荷蘭和瑞典的經濟，1643年12月，瑞典人通過入侵日德蘭半島開始了托斯滕森戰爭，荷蘭人提供了海軍支持。斐迪南召集了一支由加拉斯率領的帝國軍隊從後方攻擊瑞典人，這是一個災難性的決定。1644年5月，托爾斯滕森離開弗蘭格爾完成丹麥戰爭，進軍帝國；加拉斯無法阻止他，而丹麥人在1644年10月在費馬恩戰敗後尋求和平。

1644年8月，法國和巴伐利亞軍隊在為期三天的弗萊堡戰役中相遇，雙方傷亡慘重並以平局結束，但法軍在戰鬥後的進軍成功地取得戰略優勢。他的損失使馬克西米利安確信這場戰爭無法再獲勝，他現在向斐迪南施加壓力以結束衝突。11月和談重啟後不久，加拉斯的帝國軍隊解體，殘餘部隊撤退到波希米亞，1645年3月，他們在揚考被托爾斯滕森分散。5月，弗朗茨·馮·梅西領導的巴伐利亞軍隊在赫布斯豪森摧毀了一支法國分遣隊，隨後他於8月在第二次納德林根战役被擊敗並被殺。由於斐迪南無法提供幫助，薩克森的約翰·格奧爾格於9月與瑞典籤署了為期六個月的休戰協議，隨後於1646年3月簽訂了歐倫堡條約，在該條約中他同意在戰爭結束前保持中立。

战争第四阶段主要人物
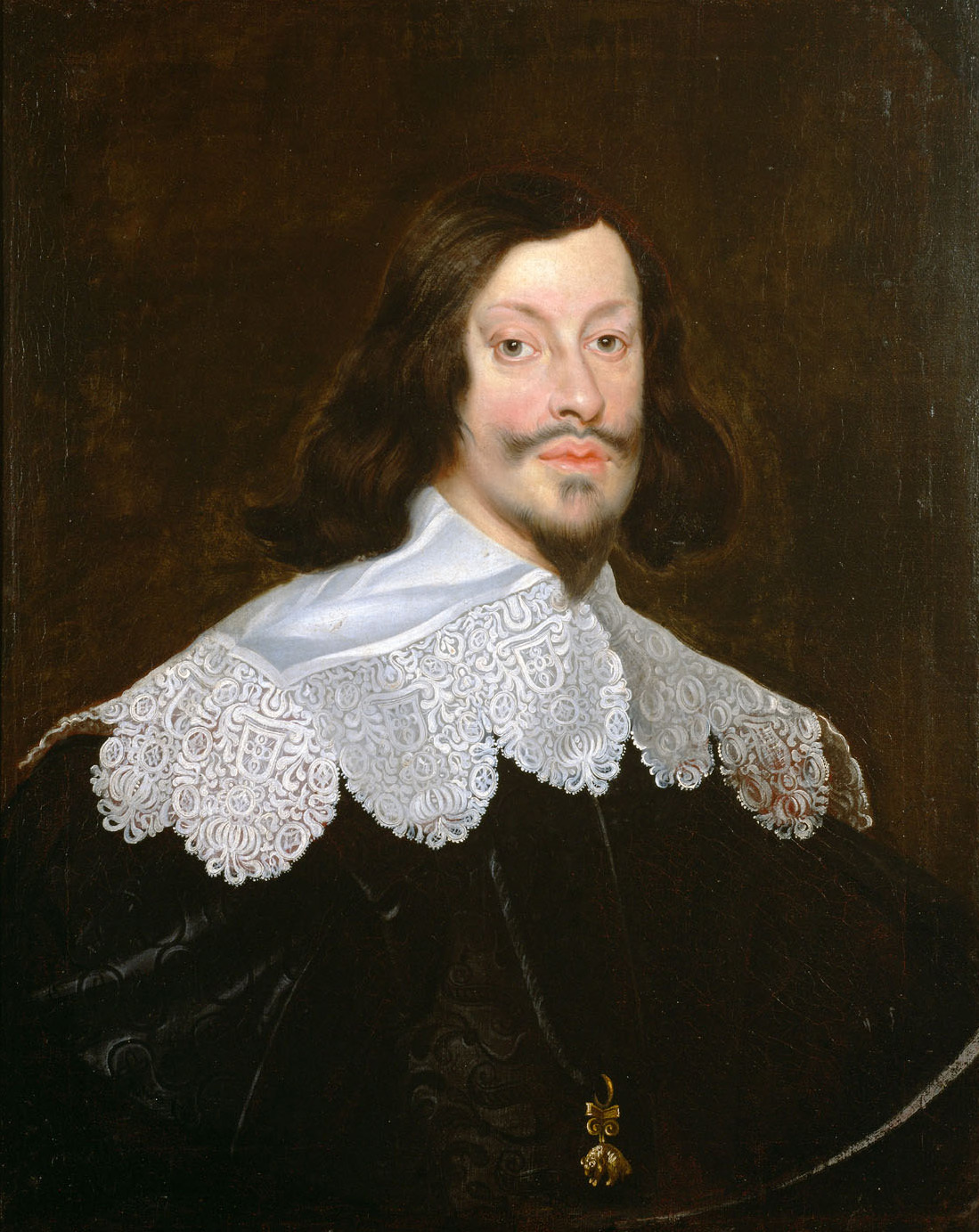
神圣罗马皇帝斐迪南三世
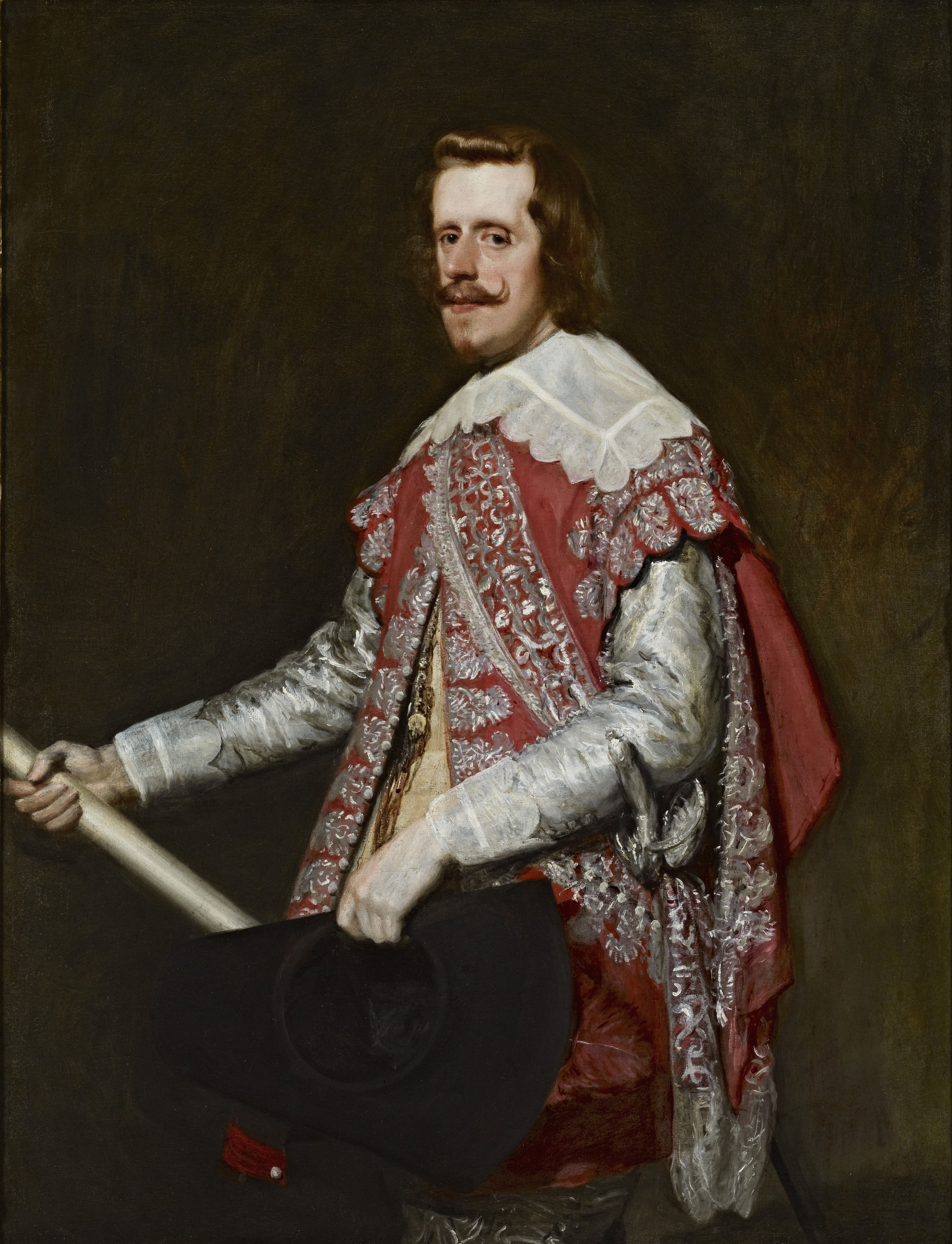
西班牙国王費利佩四世
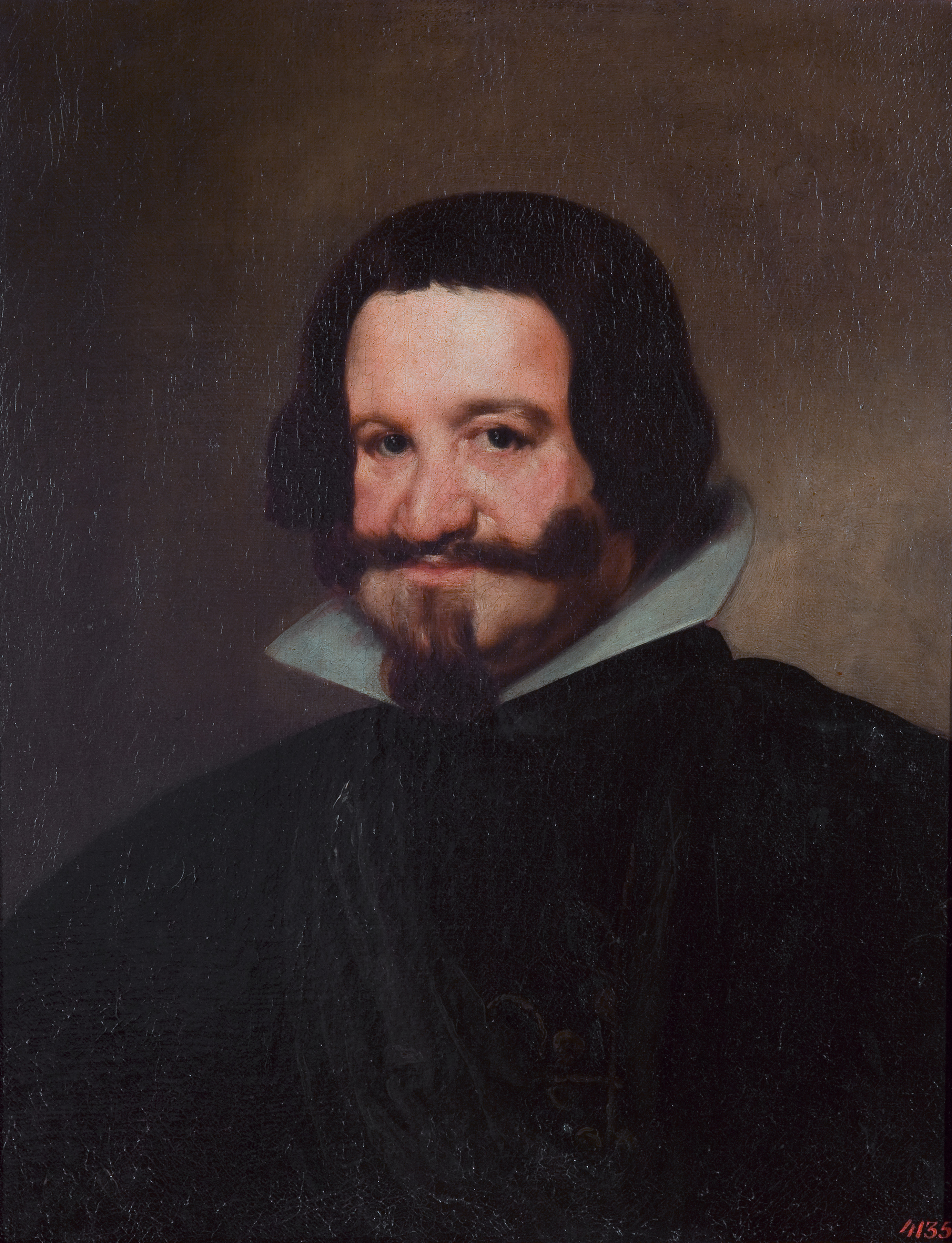
西班牙首相加斯帕爾·德·古茲曼
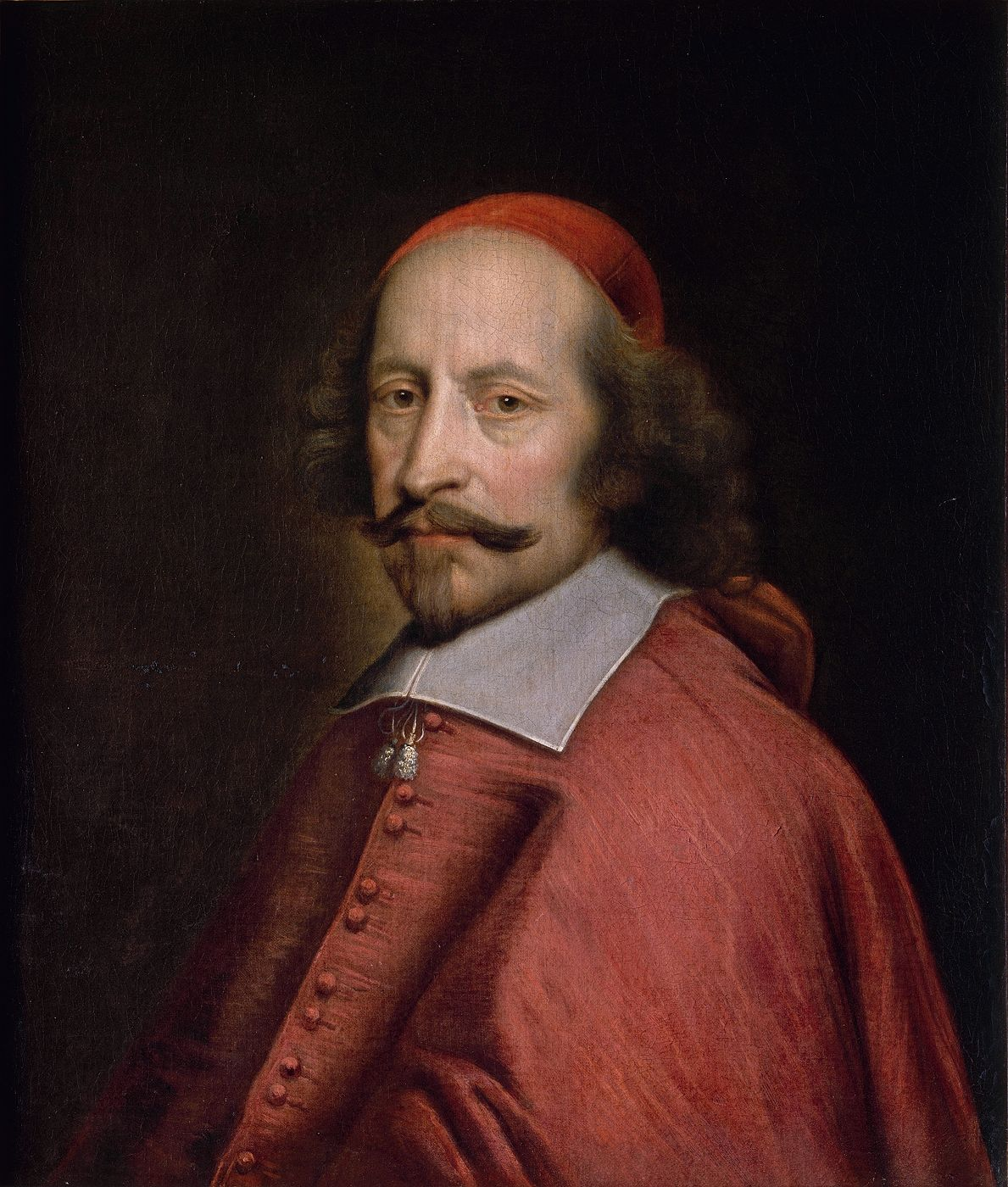
法国红衣主教朱爾·馬薩林
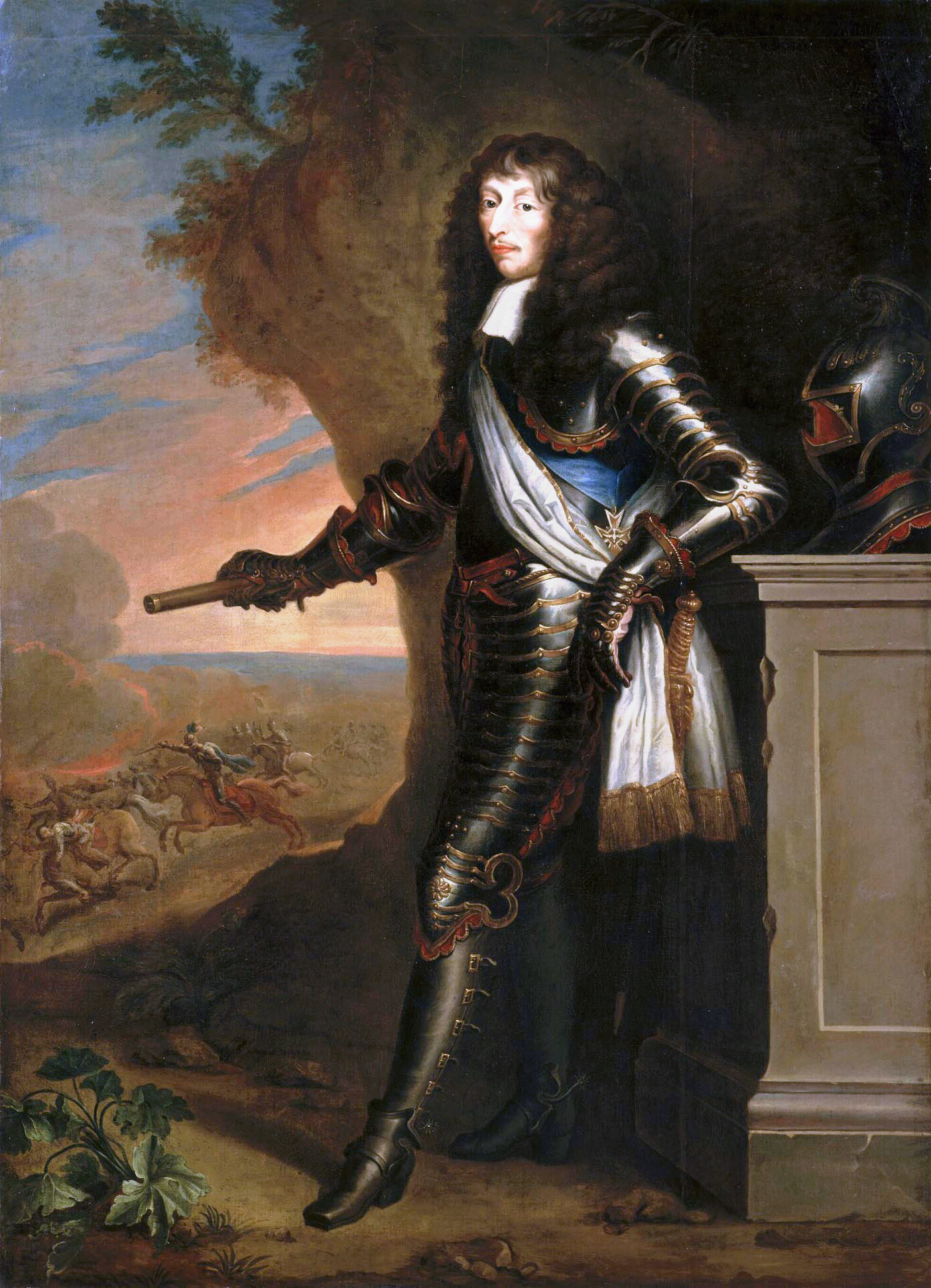
孔代亲王路易二世·德·波旁
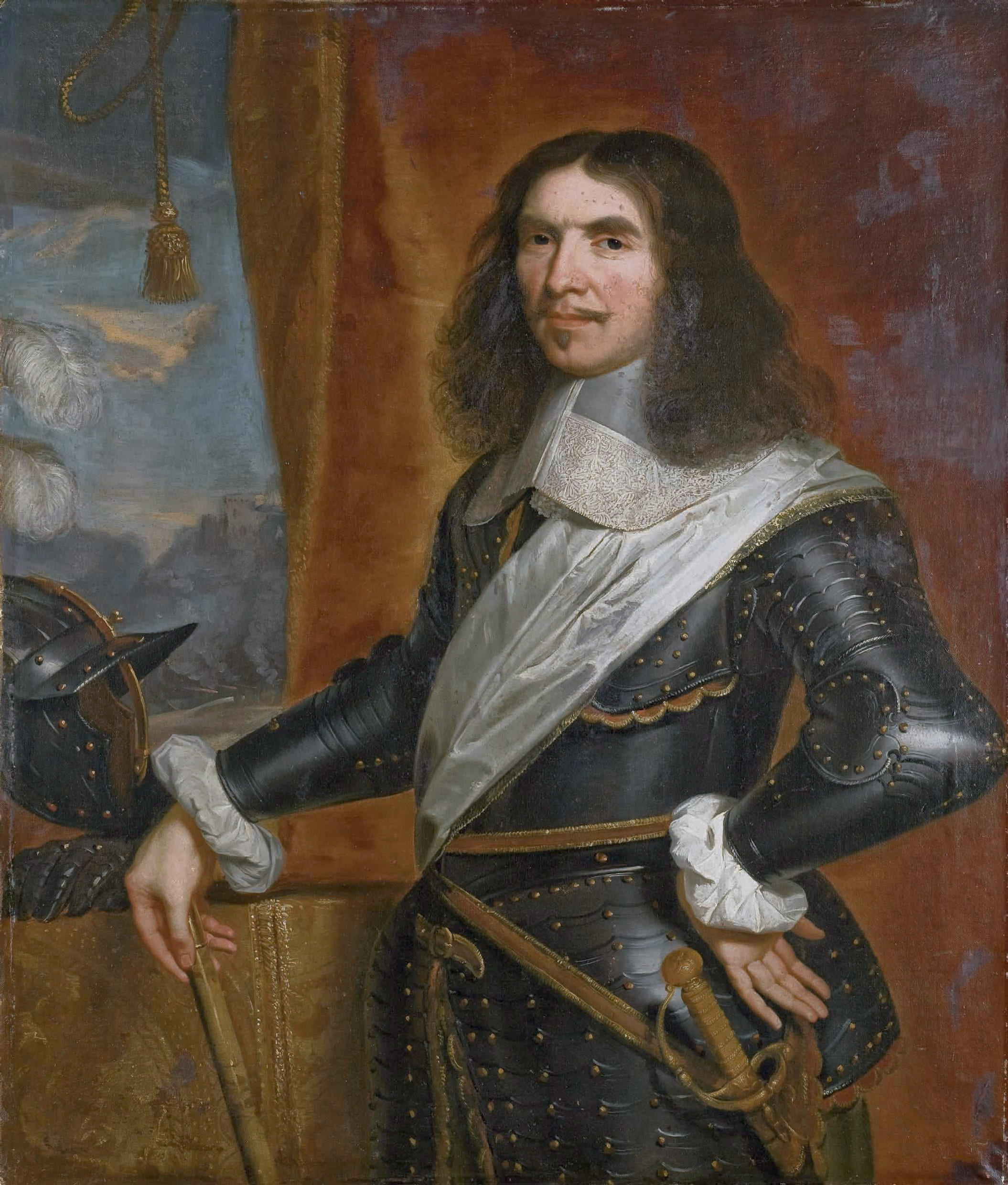
蒂雷納子爵亨利·德·拉圖爾多韋涅

### 戰爭結束

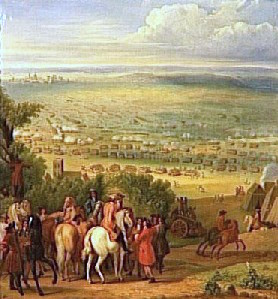
1648年，朗斯戰役的場景

蒂雷納子爵領導的法軍與瑞典軍於1646年夏天入侵南德意志，到了秋天，馬克西米利安迫切希望結束他主要負責發動的戰爭。此時，西班牙人公開馬薩林的秘密提議，將法國占領的加泰羅尼亞換成西属尼德兰。1647年1月，荷蘭人對他們認為法國的口是心非感到憤怒，他們同意與西班牙休戰，並開始談判單獨的和平條款。由於未能通過外交獲得荷蘭，馬薩林決定以武力這樣做並釋放資源，1647年3月14日，他與巴伐利亞、科隆和瑞典籤署烏爾姆停戰協議。
攻勢將由萊茵蘭的法國指揮官蒂雷納子爵領導，但當他的大部分德國軍隊發生叛亂時，該計劃失敗，而巴伐利亞將軍約翰·馮·魏斯（Johann von Werth）拒絕遵守停火協議。儘管叛亂很快被鎮壓，但馬克西米利安覺得有義務效仿韋斯的做法，並在9月命令布隆克霍斯特-格隆斯菲爾德將巴伐利亞軍隊的殘餘部隊與馮·霍爾扎佩爾領導下的帝國軍隊合併。1648年5月，由弗蘭格爾和蒂雷納率領的法瑞聯軍在人數上超過他們在楚斯馬斯豪森被擊敗，馮·霍爾扎佩爾被殺。儘管由於拉伊蒙多·蒙泰庫科利的有效後衛行動，大部分帝國軍隊逃脫，但巴伐利亞再次毫無防備暴露在新教軍隊面前。
1648年8月，西班牙在弗蘭德斯的進攻以在朗斯的失敗而告終，戰至此時，雙方都已經元氣大傷，斐迪南最終同意條款，結果於該年10月雙方達成和平協議，依次締結兩個和約——《奧斯納布呂克條約》與《明斯特和約》，合稱《威斯特伐利亞和約》，至此三十年戰爭完全結束。

## 德意志之外

### 北義大利
幾個世紀以來，意大利北部一直受到法國和哈布斯堡王朝的爭奪，因為它對於控制法國西南部至關重要，該地區長期以來一直反對中央當局。雖然西班牙仍然是意大利的主導力量，但它對長長的外部通信線路的依賴是一個潛在的弱點。這尤其適用於西班牙公路，這使他們能夠安全地將新兵和補給從那不勒斯王國通過倫巴第運送到他們在法蘭德斯的軍隊。法國人試圖通過攻擊西班牙控制的米蘭公國或通過與格勞賓登人結盟阻止阿爾卑斯山通道來破壞這條道路。
曼圖亞公國的一個附屬領土是蒙費拉特及其堡壘卡薩萊蒙費拉托，其擁有者可以威脅米蘭。它的重要性意味著當直系中的最後一位公爵於1627年12月去世時，法國和西班牙支持了對立的聲索國，導致了1628年至1631年的曼圖王王位繼承戰爭。出生於法國的訥韋爾公爵得到了法國和威尼斯共和國的支持，他的競爭對手瓜斯塔拉公爵則得到了西班牙、斐迪南二世、薩沃伊和托斯卡納的支持。這場輕微的衝突對三十年戰爭產生了不成比例的影響，因為教皇烏爾班八世將哈布斯堡在意大利的擴張視為對教皇國的威脅。結果是分裂了天主教會，使教皇與斐迪南二世疏遠，並使法國可以接受新教盟友反對他。

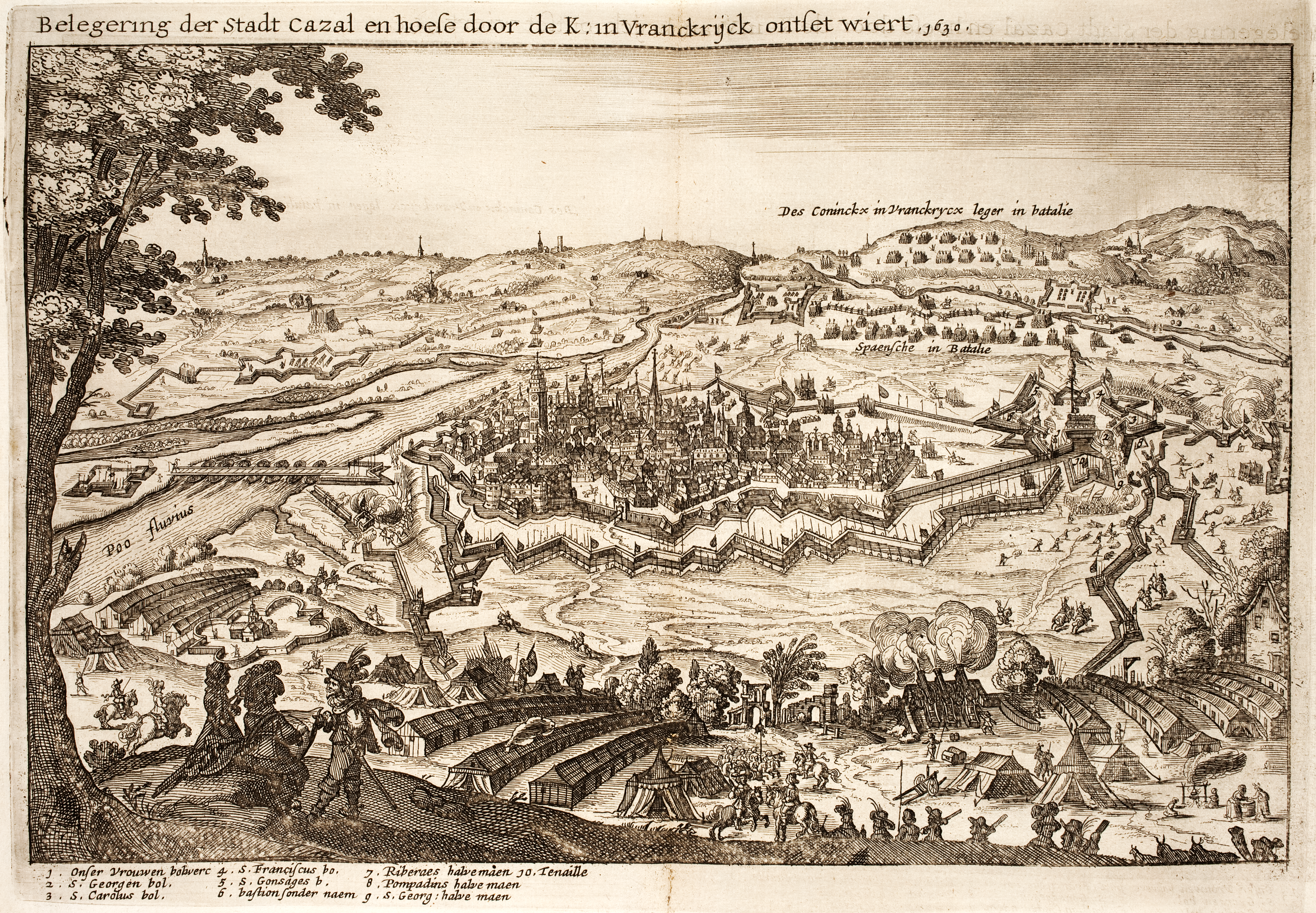
1630年法军围困和攻占卡萨莱蒙费拉托

1629年3月，法國人進入了薩瓦，解除了西班牙人對卡薩萊的圍攻，並佔領了皮內羅洛。隨後《蘇薩條約》將這兩個堡壘割讓給法國，並允許他們的部隊不受限制地通過薩瓦領土，從而控制了皮埃蒙特和進入法國南部的阿爾卑斯山口。然而，在1629年末，法軍主力撤退後，西班牙人和薩瓦人再次圍攻卡薩萊，而斐迪南二世則提供德意志僱傭兵來支持西班牙的進攻，該進攻擊潰了威尼斯的主要野戰軍，並迫使訥韋爾放棄了曼圖亞。到1630年10月，法國的立場似乎如此岌岌可危，他們的代表同意了《拉蒂斯本條約》，但由於這些條款有效地破壞了黎塞留反對哈布斯堡王朝擴張的政策，因此該條約從未被批准。
幾個因素恢復了法國在意大利北部的地位，特別是一場毀滅性的瘟疫爆發；1629年至1631年間，米蘭有60,000多人死亡，威尼斯有46,000人死亡，其他地方也有相應的損失.黎塞留利用從德意志轉移帝國資源來資助瑞典入侵，其成功迫使西班牙-薩瓦聯盟從卡薩萊撤出並於1631年4月簽署了切拉斯科條約。訥韋爾被確認為曼圖亞公爵，儘管黎塞留的代表，紅衣主教馬薩林同意撤離皮內羅洛，後來根據與薩伏伊公爵維克多·阿瑪迪斯一世的協議秘密返回。除了1639年至1642年的皮埃蒙特內戰外，這確保了法國在接下來的二十年裡在意大利北部的地位。
1635年法西戰爭爆發後，黎塞留支持維克多·阿瑪迪斯對米蘭重新發起攻勢，以限制西班牙的資源。其中包括1635年對瓦倫扎的一次不成功的進攻，以及在托納文托和蒙巴爾多內的小幅勝利。然而，意大利北部的反哈布斯堡聯盟在1637年9月第一個曼圖亞的查爾斯去世時分崩離析，然後是10月的維克多·阿瑪迪斯，他的死導致他的遺孀法國的克里斯蒂娜和兄弟托馬斯之間爭奪薩瓦王國的控制權。
1639年，他們的爭吵爆發為公開戰爭，法國支持克里斯蒂娜和西班牙兩兄弟，並導致都靈圍城戰。17世紀最著名的軍事事件之一，在一個階段，它的特點是不少於三支不同的軍隊相互圍攻。然而，葡萄牙和加泰羅尼亞的起義迫使西班牙人停止在意大利的行動，戰爭以有利於克里斯蒂娜和法國的條件解決。
1647年，法國支持的叛亂成功地暫時推翻了西班牙在那不勒斯的統治。西班牙人迅速鎮壓了起義並恢復了他們對整個意大利南部的統治，擊敗了派往支持叛軍的多支法國遠征軍。然而它暴露了西班牙統治意大利的弱點，以及當地精英與馬德里的疏遠；1650年，米蘭總督寫道，除了南方普遍不滿外，意大利唯一可以依靠的州屬帕爾馬公國。

### 加泰羅尼亞
在整個1630年代，為支付戰爭而徵收的稅收增加導致了整個西班牙領土的抗議活動，這在1640年首先導致了葡萄牙的同時起義，然後是加泰羅尼亞公國。在法國的支持下，作為黎塞留“轉移戰爭”的一部分，1641年1月起義軍宣布成立加泰羅尼亞共和國。馬德里政府迅速召集了一支由26,000人組成的軍隊來鎮壓起義，該起義於1641年1月23日在馬托雷爾擊敗了叛軍。法國人現在說服加泰羅尼亞宮廷承認路易十三為巴塞羅那伯爵和加泰羅尼亞的統治者。
1月26日，法國-加泰羅尼亞聯合部隊在蒙特惠奇擊潰了一支規模更大的西班牙軍隊，並佔領了巴塞羅那。然而，叛亂分子很快發現法國新政府與舊政府幾乎沒有什麼不同，將戰爭變成了法國-加泰羅尼亞精英、農村農民和西班牙人之間的三方較量。在法國控制了佩皮尼昂和魯西永，在比利牛斯山脈建立了現代的法西邊界後，幾乎沒有發生激烈的戰鬥。起義於1651年以西班牙人佔領巴塞羅那而告終。

### 殖民地

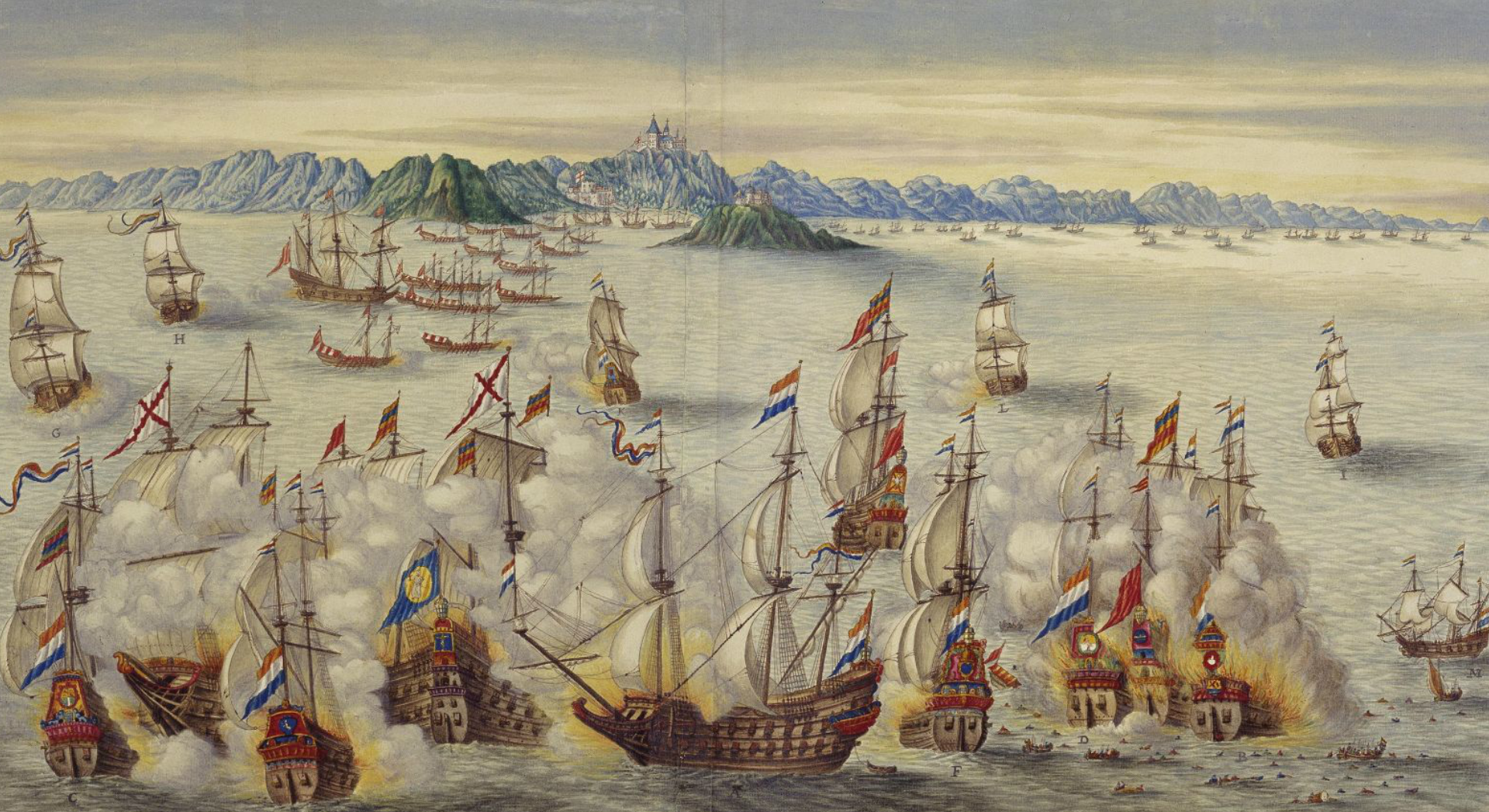
1638年荷蘭和葡萄牙在果阿展開海戰

1580年，西班牙的菲利普二世也成為葡萄牙帝國的統治者，建立了伊比利亞聯盟；作為長期的商業競爭對手，1602年至1663年的荷蘭-葡萄牙戰爭是荷蘭從西班牙爭取獨立的鬥爭的一部分。葡萄牙人主導了被稱為三角貿易的跨大西洋經濟，奴隸從西非和葡屬安哥拉運到葡屬巴西的種植園工作，後者向歐洲出口糖和煙草。被荷蘭歷史學家稱為“偉大的設計”，控制這項貿易不僅會非常有利可圖，而且還會剝奪西班牙人資助他們在荷蘭的戰爭所需的資金。
荷蘭西印度公司於1621年成立，以實現這一目的，荷蘭艦隊於1624年佔領了巴西的薩爾瓦多港巴伊亞州。1625年被葡萄牙人奪回後，第二支艦隊於1630年建立了荷屬巴西，這不是直到1654年才返回。第二部分是奪取非洲的奴隸貿易中心，主要是安哥拉和聖多美；在剛果王國的支持下，其地位受到葡萄牙擴張的威脅，荷蘭人於1641年成功佔領了這兩座城市。
西班牙無力或不願針對這些攻擊提供保護，這加劇了葡萄牙人的不滿，並且是1640年葡萄牙復辟戰爭爆發的主要因素。雖然荷蘭人最終被驅逐出巴西、安哥拉和聖多美，但他們保留了好望角，以及作為葡萄牙在馬六甲、馬拉巴爾海岸、摩鹿加群島和錫蘭的貿易站。

## 威斯特伐利亚和约

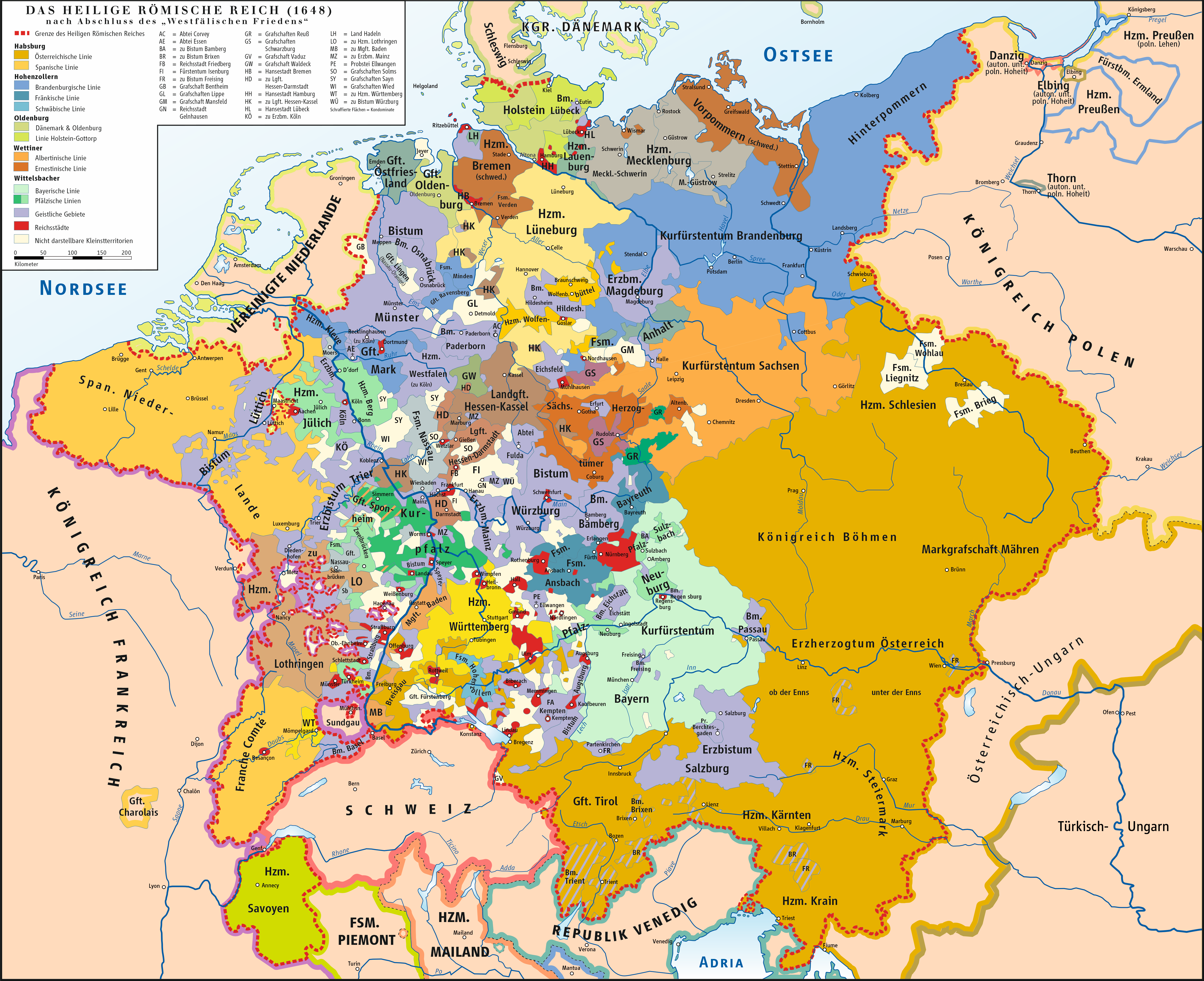
威斯特伐利亚和约签订后的神圣罗马帝国

威斯特伐利亞和約實際上由三個獨立的協議組成；西班牙和荷蘭共和國之間的明斯特和約，帝國和瑞典之間的奧斯納布呂克條約，以及帝國和法國之間的明斯特條約。初步討論始於1642年，但直到1646年才變得嚴肅；共有109個代表團同時參加，明斯特和奧斯納布呂克之間進行了會談。在瑞典人拒絕丹麥的克里斯蒂安作為調解人後，談判代表最終就教皇代表團法比奧·基吉和威尼斯特使阿爾維斯·孔塔里尼達成了一致。
明斯特和約於1648年1月30日首次簽署，並被認為是威斯特伐利亞協定的一部分，因為荷蘭共和國在技術上仍是西班牙尼德蘭的一部分，因此也是帝國領土。該條約確認了荷蘭的獨立，儘管帝國議會直到1728年才正式承認它不再是帝國的一部分。荷蘭人還壟斷了通過斯海爾德河口進行的貿易，確保了阿姆斯特丹的商業優勢；安特衛普是西班牙荷蘭的首都，以前是北歐最重要的港口，直到19世紀末才恢復。
與法國和瑞典的談判是與帝國議會一起進行的，是涉及許多德意志國家的多方討論。這導致了明斯特和奧斯納布呂克條約，分別與法國和瑞典和平相處。斐迪南直到最後一刻才拒絕簽約，直到10月24日，法國在朗斯以壓倒性優勢擊敗西班牙，並且瑞典軍隊即將佔領布拉格。有人爭辯說，它們是“德意志和歐洲……法律史上的一個重大轉折點”，因為它們超越了正常的和平解決方案，並對帝國本身產生了重大的憲法和宗教變革。
和平的關鍵要素是確認帝國內各州自治的條款，包括斐迪南接受帝國議會至高無上的地位，以及那些尋求防止未來宗教衝突的條款。第5條再次確認了奧格斯堡定居點，將1624年確立為基礎或“Normaljahr”，用於確定一個國家的主要宗教並保證宗教少數群體的禮拜自由。第7條承認加爾文主義是一種改革宗信仰，並取消了改革法，即如果統治者改變宗教信仰，他的臣民必須效仿。這些條款不適用於哈布斯堡王朝的世襲土地，例如下奧地利和上奧地利。

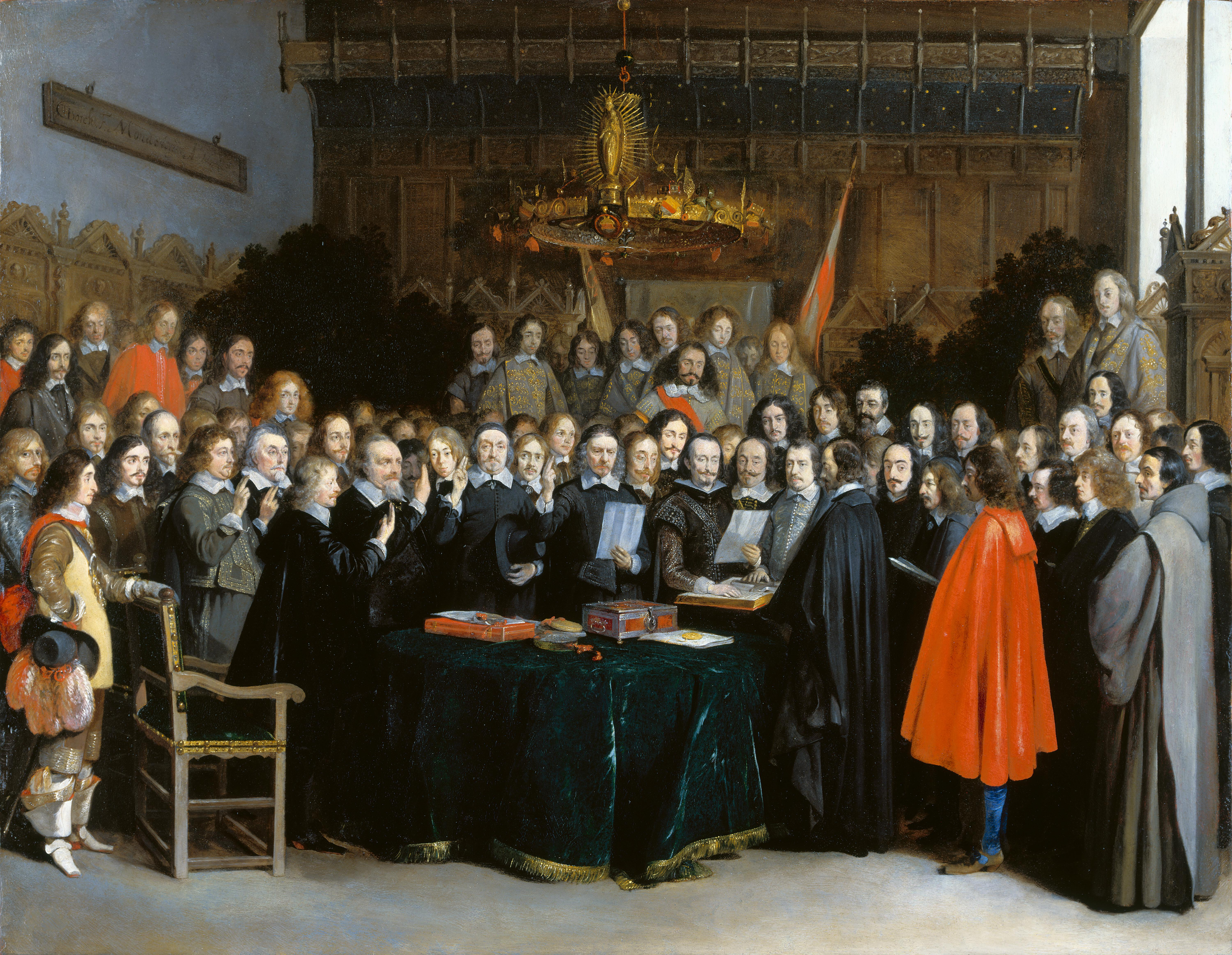
1648年1月30日，西班牙哈布斯堡王朝和荷兰共和国之间签订明斯特条约

在領土方面，勃蘭登堡-普魯士獲得了遠波美拉尼亞，以及馬格德堡、哈爾伯施塔特、卡明和明登的主教區。弗里德里希的兒子卡尔·路易斯重新奪回了下普法爾茨，並成為第八位帝國選候，儘管巴伐利亞保留了上普法爾茨及其選侯爵位。在外部，條約正式承認荷蘭共和國和瑞士联邦的獨立，自1499年以來有效自治。在帝国西部的洛林，自1552年以來被法國占領的梅斯、圖爾和凡爾登三個主教區被正式割讓，以及阿爾薩斯的十城聯盟，斯特拉斯堡和米盧斯除外。瑞典獲得了500萬塔勒的賠款、瑞典波美拉尼亞的帝國領土以及不來梅和费爾登的親王主教轄區，這也使他們在帝國議會中佔有一席之地。
和约後來被教宗依諾增爵十世譴責，他認為割讓給法國和勃蘭登堡的主教區是天主教會的財產，因此是他的財產。它還因為接受天主教作為波希米亞、上奧地利和下奧地利的主要宗教而讓許多流亡者感到失望，這些地區在1618年之前都是新教據點。戰鬥並沒有立即結束，因為複員超過200,000名士兵是一項複雜的工作，而最後一個瑞典人駐軍直到1654年才離開德意志。此外馬薩林堅持將勃艮第行政圈排除在明斯特條約之外，允許法國繼續在低地國家與西班牙作戰，這場戰爭一直持續到1659年的比利牛斯山脈條約。波蘭-立陶宛的政治解體導致了1655年至1660年與瑞典的第二次北方戰爭，這場戰爭還涉及丹麥、俄羅斯和勃蘭登堡，而瑞典在1654年和1666年兩次試圖控制不來梅港都失敗了。
有人認為，和平確立了被稱為威斯特伐利亚主權的原則，即外部勢力不干涉內政的理念，儘管此後受到了挑戰。1668年艾克斯拉夏佩爾、1678年奈梅亨和1697年里斯維克的談判採用了這一過程或“議會”模式；與19世紀的“國會”制度不同，這些制度是為了結束戰爭，而不是阻止戰爭，因此提及“均勢”可能會產生誤導。

## 影響

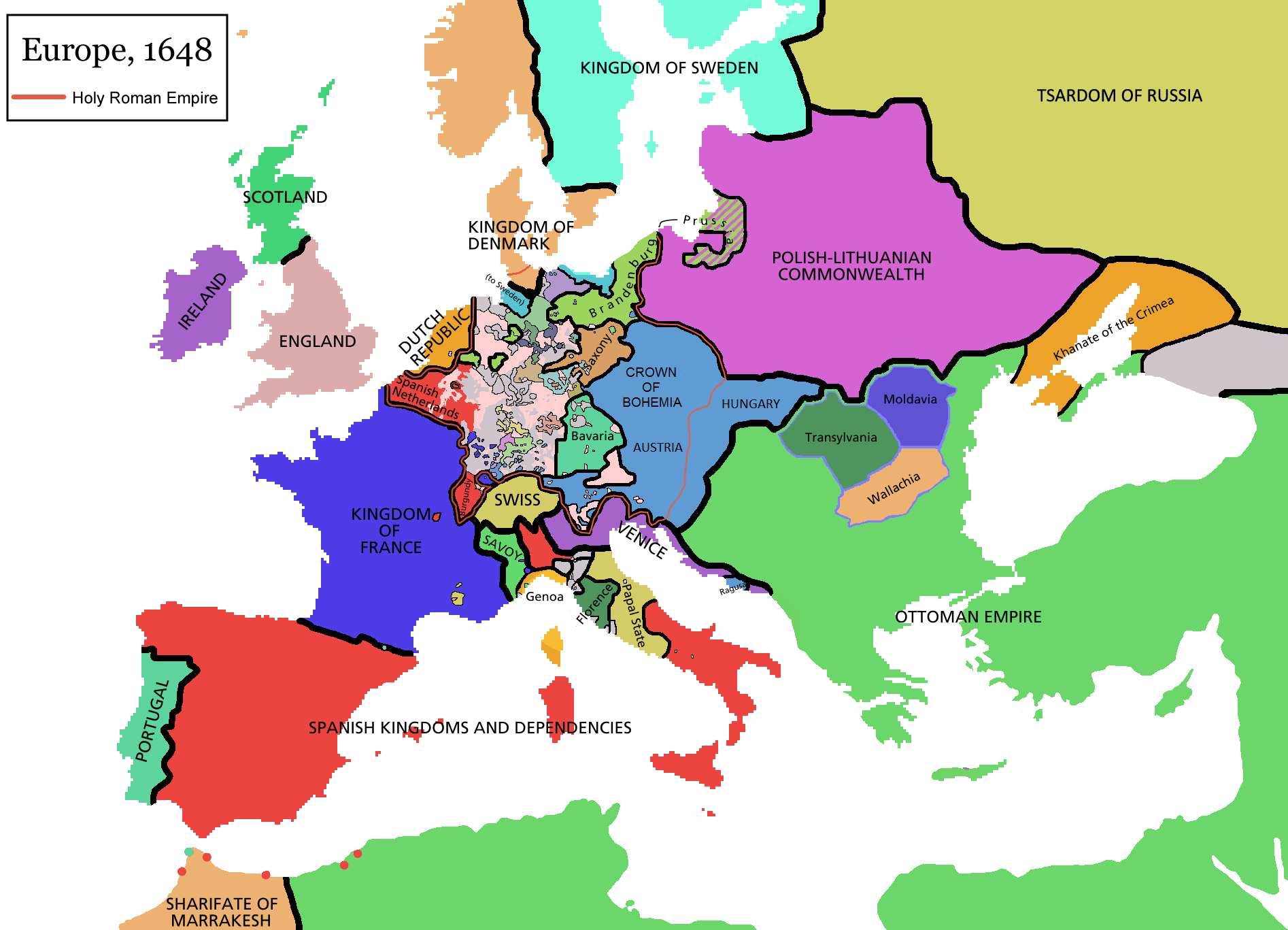
1648年后的欧洲局势

### 政治
儘管宗教分歧在整個17世紀仍然是一個問題，但這是歐洲大陸最後一場重大戰爭，可以說它是主要的驅動力。後來的衝突要么是內部的，例如法國西南部的卡米撒派起義，要么是相對較小的衝突，例如1712年的托根堡戰爭。它創造了一個持續到1815年及以後的歐洲輪廓；法國的民族國家，統一的德國和獨立的奧匈集團的開端，一個已減少但仍然重要的西班牙，獨立的小國，如丹麥、瑞典和瑞士，以及荷蘭共和國和後來的低地國家之間的分裂1830年的比利時。

#### 日耳曼分裂

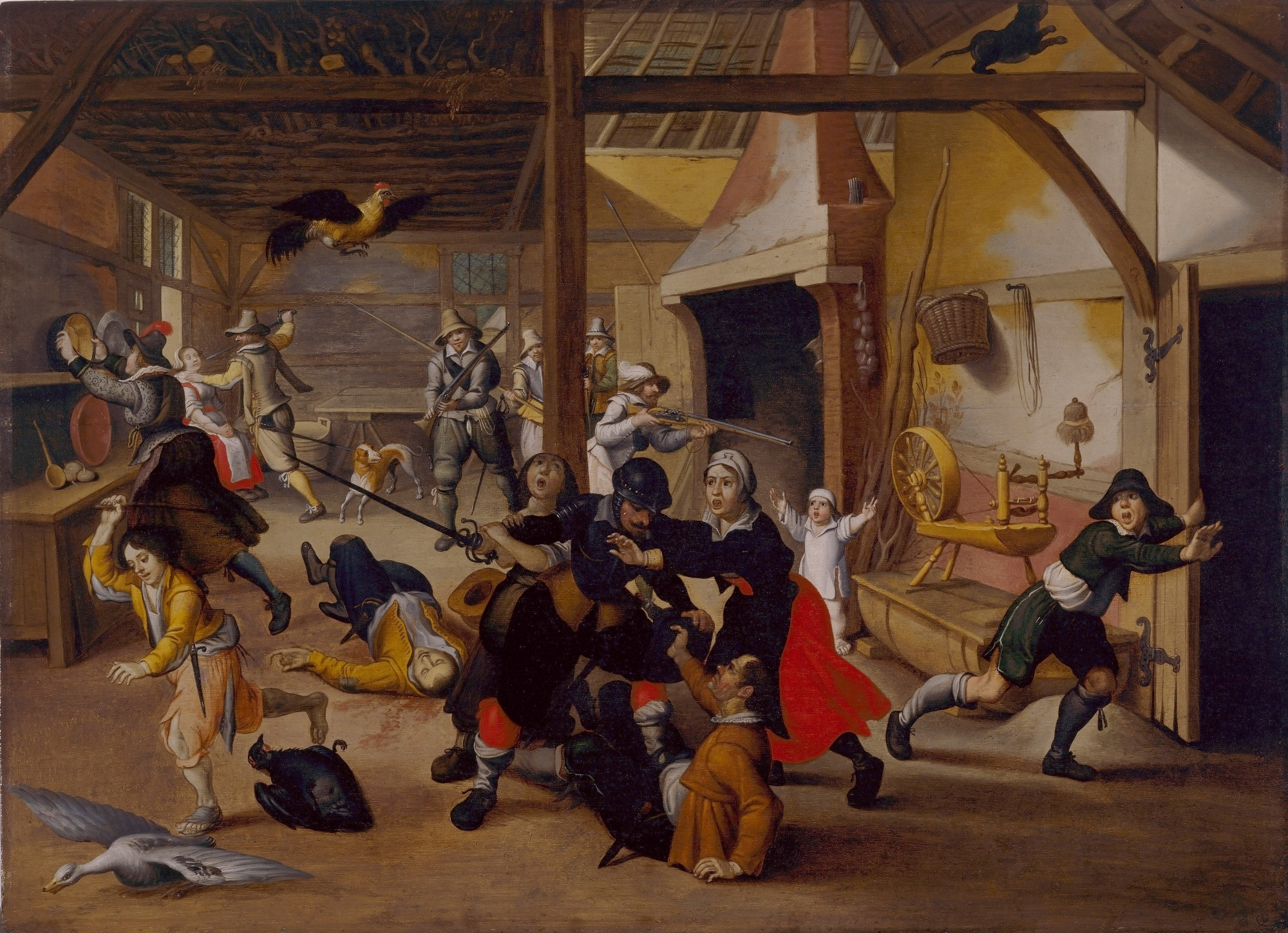
士兵们洗劫一个农场

由於日耳曼是三十年戰爭的主要戰場，其经济遭到极大破坏，给当地人民造成巨大灾难和痛苦记忆。而且戰後諸侯國自立，其內部分裂變成不可逆轉，間接令神聖羅馬帝國變得名存實亡。
战争开始时，神圣罗马帝国只不过是一个空壳。帝国哈布斯堡家族皇帝的实际权力仅局限于他们的家族领地，例如奥地利和波希米亚。在帝国境内的其他地方，数百个领主统治着他们各自的公爵领地、伯爵领地、主教辖区和城市，很少把皇帝放在眼里。
战争结束时，这里的情况并没有多少改变。哈布斯堡家族依然享有帝王的尊贵，而各类领地实际上依旧是独立的实体。《威斯特伐利亚和约》赋予这些领地的统治者实行他们自己的外交政策的权利，这在理论上使他们比以往任何时候都更加独立。然而实际上，他们早就在奉行自己的外交政策了，不受皇帝约束。因此三十年战争和《和约》对他们的地位没有什么影响。
这场战争，给控制神圣罗马帝国的哈布斯堡王朝以沉重的打击，使它在欧洲恢复天主教统治和建立大一统帝国的计划成为泡影。
其实，三十年战争对德意志政治和宪法发展的重要意义主要体现在没有发生的事情上面，而不是体现在已经发生的事情上面。长期以来，哈布斯堡家族一直在寻求增强他们对神圣罗马帝国的广大领土和资源的实际控制权。他们最愿意看到的是将帝国变成一个统一的君主制国家，就像英国和法国那样。三十年战争是他们为实现统一德意志的目标所做的真真切切的最后尝试，但他们失败了。此后德国一直处在邦国林立的状态，直到三个世纪后由来自东北边区的勃兰登堡-普鲁士通过武力实现了统一。

#### 荷瑞獨立
這場戰爭後，荷蘭與瑞士的獨立受到保障，而荷蘭更為新的海上霸主。
和約再次確認了“德意志的自由”，結束了哈布斯堡將神聖羅馬帝國轉變為類似於西班牙的中央集權國家的企圖。在接下來的50年裡，巴伐利亞、勃蘭登堡-普魯士、薩克森和其他國家越來越多地奉行自己的政策，而瑞典則在帝國中獲得了永久的立足點。儘管有這些挫折，但哈布斯堡的土地比其他許多地方遭受的戰爭更少，並且隨著波希米亞的吸收和在其領土上恢復天主教而成為一個更加連貫的集團。
通過奠定現代民族國家的基礎，威斯特伐利亞改變了臣民與其統治者之間的關係。以前，許多人有重疊的，有時是相互衝突的政治和宗教忠誠；他們現在被理解為首先服從其各自國家當局的法律和法令，而不是任何其他實體、宗教或世俗實體的主張。這使得徵募規模龐大、忠於國家及其領導人的國家軍隊變得更加容易；從華倫斯坦和瑞典入侵中吸取的一個教訓是需要他們自己的永久軍隊，整個德國成為一個更加軍事化的社會。

#### 西班牙衰落
西班牙在戰爭中不論陸戰還是海戰均告失利，對富庶的尼德蘭地區失去控制使得其從此失去了歐洲一等強國的地位。在數十年後的西班牙王位繼承戰爭中，西班牙的實力再次受到重創，最終淪為了次等國家。

#### 法國興起
法國在這場戰爭中取得了亞爾薩斯與洛林，並獲得了歐洲霸主的地位。可以說，法國從三十年戰爭中獲得的收益比任何其他大國都多。到1648年，黎塞留的大部分目標已經實現。其中包括西班牙和奧地利哈布斯堡王朝的分離、法國邊境向帝國的擴張以及西班牙在北歐的軍事霸權的終結。雖然法西沖突一直持續到1659年，但威斯特伐利亞允許路易十四開始取代西班牙成為歐洲的主要強國。

#### 瑞典崛起

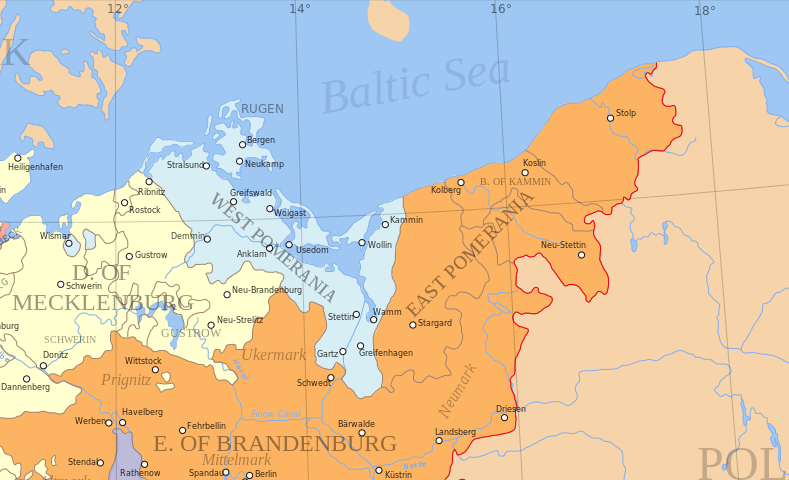
瑞典对西波美拉尼亚（蓝色）的主权在1653年后得以确立

瑞典國王取得了日耳曼的波羅的海沿岸的大片土地（波美拉尼亚），並因此成為了日耳曼的諸侯，可以隨時插手日耳曼的內部事務。而且瑞典亦得到五百萬达克特的賠款，並從此一躍成為欧洲強國。
然而事實證明，威斯特伐利亞對瑞典人的好處是短暫的。與併入法國的法國收益不同，瑞典領土仍然是帝國的一部分，它們成為下薩克森和上撒克遜人的成員。雖然這給了他們在帝國議會中的席位，但也使他們與他們在波美拉尼亞的競爭對手勃蘭登堡-普魯士和薩克森發生了直接衝突。他們的帝國財產的收入留在德國，沒有使瑞典王國受益；儘管瑞典波美拉尼亞的部分地區一直被保留到1815年，但其中大部分在1679年和1720年被割讓給了普魯士。

### 軍事

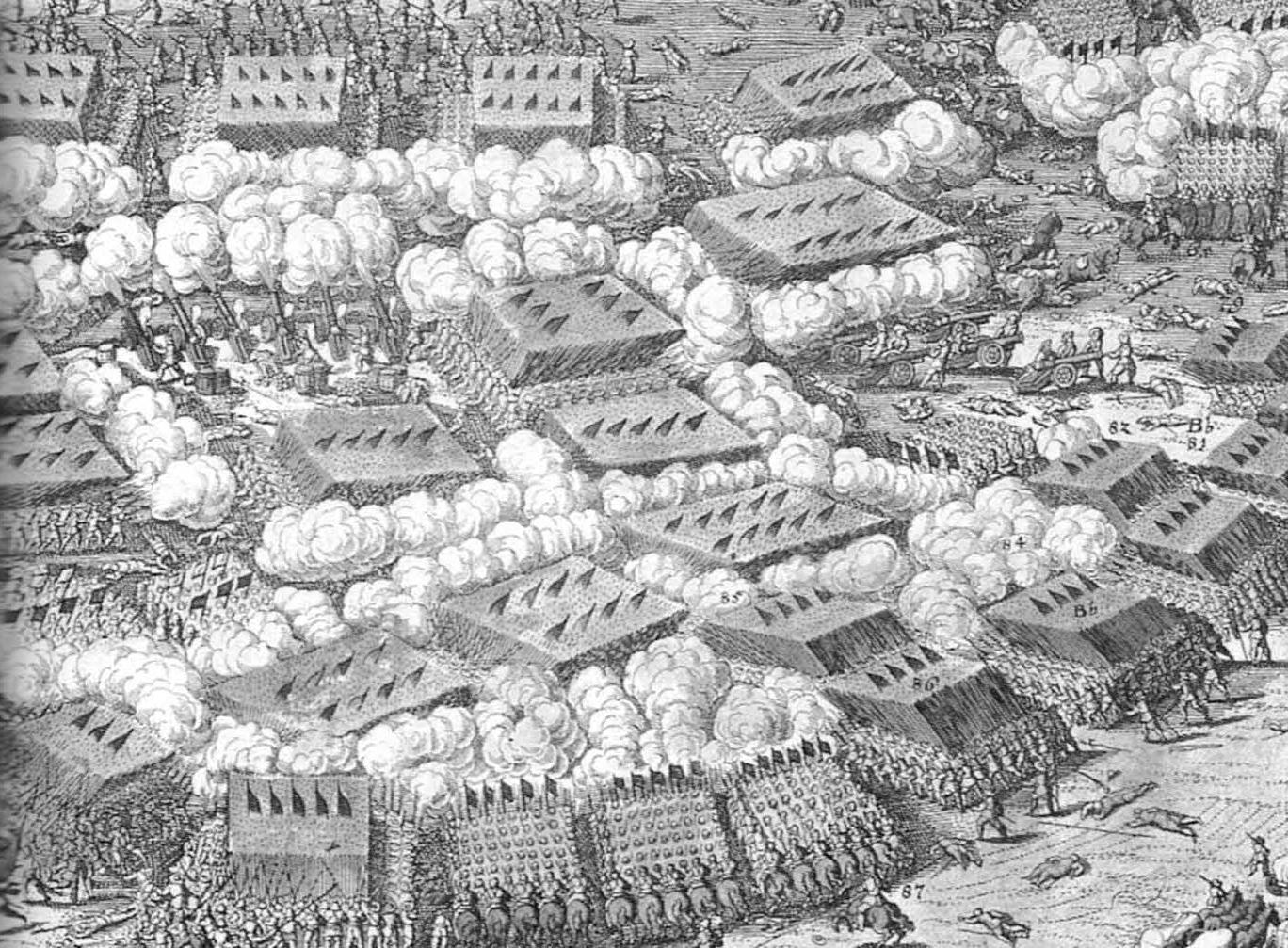
1631年的布賴滕費爾德會戰，蒂利伯爵的军队被部署了两排（左），而对手瑞典人的军队（右）仅被部署了一排

戰爭中諸國開始實行徵兵制，並建立了常備軍與後勤系統，使軍隊可以進行持久戰。軍隊亦逐漸精簡化，以符合機動戰的要求；瑞典國王古斯塔夫二世所進行軍事改革，即以火槍兵取代長矛兵，先以炮兵進行集中火力的攻擊，再出動騎兵進行突擊，最後由步兵負責清理敵軍的三段式戰法，更成為其後戰爭的陸軍標準戰法。
線列編隊並不總是成功的，1634年在諾德林根的所謂過時的西班牙大方陣戰勝了“新型”瑞典軍隊就證明了這一點。他們在進攻行動中也更難協調；作為補償，古斯塔夫要求他的騎兵更具侵略性，經常使用他的芬蘭輕騎兵或Hakkapeliitta作為突擊部隊。他有時也使用縱隊，包括1632年9月在舊韋斯特的失敗襲擊。縱隊繼續被認為在進攻行動中更有效，並且在拿破崙戰爭的後期被拿破崙使用。
這種戰術需要專業的士兵，他們可以在受到攻擊時保持編隊、重新裝填和射擊訓練有素的齊射，以及使用標準化武器。17世紀上半葉出版了許多說明所需動作的指導手冊，其中32份用於長槍兵，42份用於火槍手。訓練一名能夠以這種方式行動的步兵所需的時間估計為六個月，儘管實際上許多人在戰鬥中的經驗要少得多。它還賦予了初級軍官更大的責任，他們在高級指揮官和戰術單位之間提供了重要的聯繫。1616年在錫根建立了第一批旨在培養這種人的軍事學校之一，其他學校也很快跟進。
另一方面，戰略思維未能同步發展。歷史學家傑里米·布萊克聲稱，大多數戰役“沒有定論”，幾乎只關注對領土的控制，而不是專注於戰略目標。軍事和外交目標之間缺乏聯繫有助於解釋為什麼戰爭持續了這麼長時間以及為什麼和平如此難以捉摸。這有很多原因。1648年《威斯特伐利亞條約》簽訂時，法瑞同盟在帝國領土上仍有84,000多名武裝人員，其對手約為77,000人；雖然在現代意義上相對較小，但這樣的數字在當時是前所未有的。除了西班牙，這個17世紀的國家無法支持如此規模的軍隊，迫使他們依賴從他們經過的地區徵收或勒索的“捐款”。
因此，獲得補給成為戰役計劃中的限制因素，這一問題在戰爭後期變得更加尖銳，當時帝國的大部分地區已經被爭奪。即使可以收集到足夠的補給，下一個問題就是將它們送到部隊。為確保供應安全，指揮官們被迫靠近河流，而河流是當時主要的散裝運輸工具，並且不能離他們的主要基地太遠。許多歷史學家認為，為部隊提供食物本身就成為了一個目標，與外交目標無關，並且在很大程度上不受中央政府的控制。結果是“軍隊越來越缺乏可理解的政治目標……淪為與他們經過的鄉村共生的旅行武裝暴徒”。這種缺乏聯繫往往違背了雇主的政治目標。帝國軍隊在1628年和1629年對名義上的盟友勃蘭登堡和薩克森造成的破壞是他們支持瑞典干預的主要因素。

### 文化和社會

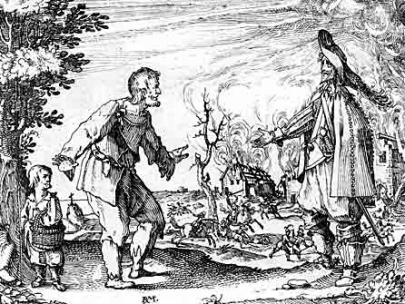
一个农民在燃烧的农场前求饶，在1630年代，被交战双方的士兵当众抓获“无异于判处死刑”

當人們試圖理解戰爭引發的無情且經常是隨機的流血事件時，同時代人談到了“絕望的狂熱”。宗教當局認為上帝對罪孽的報應，其他試圖確定超自然原因的嘗試導致了一系列的獵巫行動，從1626年在弗蘭肯開始並迅速蔓延到德意志的其他地區。他們從維爾茨堡主教區開始，該地區的此類事件的歷史可以追溯到1616年，現在由渴望在其領土上維護教會權威的虔誠天主教徒馮·埃倫伯格主教重新點燃。到他在1631年去世時，已有900多名來自社會各階層的人被處決。
1626年至1631年在班貝格主教區附近舉行的班貝格女巫審判奪走了一千多人的生命。1629年，274人在Eichstätt女巫審判中死亡，另外還有50人在相鄰的普法爾茨-諾伊堡公國死亡。在其他地方，迫害是在帝國軍事成功之後，在蒂利重新征服巴登和普法爾茨之後擴展到萊茵蘭。然而，它們在多大程度上體現了衝突對社會的影響是有爭議的，因為許多事件發生在相對未受戰爭影響的地區。斐迪南擔心他們的殘暴會抹黑反改革運動，因此確保積極的迫害在1630年基本結束。
儘管戰爭造成了巨大的破壞，但它也被認為激發了德意志文學的複興，包括創建了致力於從德語中“清除外國元素”的社會。一個例子是《最傻的傻瓜》，通常被認為是流浪漢小說的最早例子之一。漢斯·雅各布·克里斯托弗·馮·格里梅爾斯豪森於1668年所寫，其中包括根據自己的經歷對士兵生活的真實寫照，其中許多已得到其他來源的證實。其他不太出名的例子包括彼得·哈根多夫的日記，他是馬格德堡大屠殺的參與者，他對戰爭日常殘酷性的描述仍然令人信服。
對於德意志作家以及在較小程度上的捷克作家來說，戰爭繼續被銘記為民族創傷的決定性時刻，18世紀詩人和劇作家弗里德里希·席勒是在他們的作品中使用它的眾多作家之一，他寫作了《三十年戰爭史》。對於19世紀和20世紀初的德意志民族主義者來說，它被稱為“偉大的德意志戰爭”、“偉大的戰爭”或“偉大的分裂”，它顯示了分裂德意志的危險，並被用來證明1871年德意志帝國的建立以及納粹設想的大日耳曼帝國是正當的。德國文學家和劇作家貝托特·布萊希特將其作為1939年反戰劇《勇敢的母親和她的孩子》的背景；而小說《泰爾》則說明了其持久的文化共鳴，它由奧地利作家丹尼爾·凱爾曼撰寫，也是在戰爭期間創作的，它被提名為2020年布克獎。

### 人口

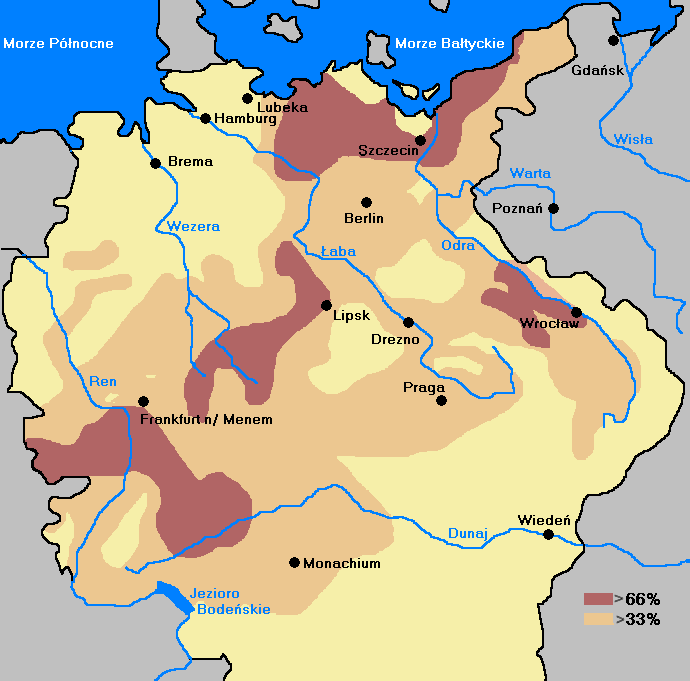
三十年戰爭造成的人口減少比率
-66%
-33%

歷史學家經常提到17世紀中葉的“普遍危機”，這是中國、不列顛群島、沙皇俄國和神聖羅馬帝國等國家持續衝突的時期。在所有這些地區，戰爭、飢荒和疾病給當地居民造成了嚴重損失。雖然三十年戰爭無疑是這些事件中最嚴重的事件之一，但19世紀的民族主義者經常增加或誇大其影響，以說明分裂德意志的危險。1800萬人口中多達1200萬人死亡的說法不再被接受，而關於物質損失的說法要么沒有當代證據支持，要么在某些情況下超過了戰前的稅收記錄。
按照現代標準，參與的士兵人數相對較少，但這場衝突被描述為歷史上最大的醫療災難之一。戰鬥通常以每支約13,000至20,000人的軍隊為特色，最大的是1632年的舊韋斯特，總共有70,000至85,000人。據估計，從1618年到1626年，雙方在德意志部署的人數平均為80,000到100,000人，在1632年達到250,000人的峰值，到1648年降至160,000人以下。傷亡率可能非常高；在1621年至1639年間從瑞典比格德奧村徵召的230名男子中，有215人被記錄為死亡或失踪，另有5人返回家園時殘廢。
直到19世紀中葉，大多數士兵死於疾病；歷史學家彼得·威爾遜匯總了已知戰鬥和圍攻的數字，得出的數字是在戰鬥中喪生或受傷的人數約為450,000。由於經驗表明死亡人數或因疾病而喪失能力的人數是該數字的兩到三倍，這表明軍事人員傷亡總數為1.3至180萬人死亡或因其他原因無法服役。皮特林·索羅金的一項估計計算了2,071,000名軍事人員傷亡的上限，儘管他的方法受到了其他人的廣泛爭議。總的來說，歷史學家一致認為，這場戰爭是一場史無前例的死亡災難，絕大多數傷亡，無論是平民還是軍人，都是在瑞典於1630年干預之後發生的。
根據當地記錄，軍事行動占平民死亡人數的不到3%；主要原因是飢餓（12%）、腺鼠疫（64%）、斑疹傷寒（4%）和痢疾（5%）。儘管在1618年之前的幾十年裡經常爆發疾病，但衝突極大地加速了疾病的蔓延。這是由於外國士兵的湧入、戰線位置的轉移以及農村人口遷移到已經擁擠的城市。這不僅限於德意志；據稱法國和神羅士兵攜帶的疾病引發了1629-1631年的意大利瘟疫，導致估計有280,000人死亡，這是“現代早期影響意大利的最嚴重的死亡危機”。整個1630年代歉收和對同一地區的反复掠奪導致了大範圍的飢荒；同時代人記錄了人們吃草，或者太虛弱而無法接受施捨，而同類相食的情況很常見。
現代共識是神聖羅馬帝國的德意志地區（指1871年德意志帝國領土）上的人口從1600年的18到2000萬下降到1650年的11到1300萬，並且直到1750年才恢復到戰前水平。這些損失中的近50%似乎發生在1630年至1635年瑞典干預的第一階段。與英國的三國戰爭相比，高死亡率可能部分是由於各方對外國僱傭軍的依賴，通常是無償的，並且需要靠土地生活。缺乏“統一體”意識導致了諸如洗劫馬格德堡之類的暴行，進而造成了大量極易生病和飢餓的難民。雖然移民逃亡在短期內挽救了生命，但從長遠來看，它往往被證明是災難性的。

### 引用
1. ↑  Nicklisch et al. 2017.
2. ↑  Parrott 2001，第164–168頁.
3. 1 2  Schmidt & Richefort 2006，第49頁.
4. ↑  Van Nimwegen 2010，第62頁.
5. 1 2  Wilson 2009，第387頁.
6. ↑  Parrott 2001，第61頁.
7. 1 2  Parker 1972，第231頁.
8. 1 2  Clodfelter 2008，第39頁.
9. ↑  Parrott 2001，第62頁.
10. 1 2 3  Wilson 2009，第791頁.
11. 1 2  Parker 1984，第173頁.
12. 1 2 3 4 5 6 7  Wilson 2009，第790頁.
13. ↑  Wilson 2009，第787頁.
14. ↑  Outram 2002，第248頁.
15. ↑  Wilson 2009，第4, 787頁.
16. ↑  Sutherland 1992，第589–590頁.
17. ↑  Wedgwood 1938，第47–49頁.
18. ↑  Sutherland 1992，第602–603頁.
19. 1 2  Hayden 1973，第1–23頁.
20. ↑  Wedgwood 1938，第22–24頁.
21. ↑  Wilson 2009，第17–22頁.
22. ↑  Wilson 2009，第21頁.
23. ↑  Wedgwood 1938，第159–161頁.
24. ↑  Bassett 2015，第14頁.
25. ↑  Wedgwood 1938，第179–181頁.
26. ↑  Murdoch 2000，第53頁.
27. ↑  Wilson 2009，第382頁.
28. ↑  Davenport 1917，第295頁.
29. ↑  Wedgwood 1938，第208頁.
30. ↑  Wedgwood 1938，第212頁.
31. ↑  Murdoch & Grosjean 2014，第43–44頁.
32. ↑  Wilson 2009，第426頁.
33. ↑  Murdoch & Grosjean 2014，第48–49頁.
34. ↑  Lockhart 2007，第170頁.
35. ↑  Lockhart 2007，第172頁.
36. ↑  Wedgwood 1938，第232–233頁.
37. ↑  Wedgwood 1938，第242–244頁.
38. ↑  Maland 1980，第98–99頁.
39. ↑  Wedgwood 1938，第385–386頁.
40. ↑  Norrhem 2019，第28–29頁.
41. ↑  Porshnev 1995，第106頁.
42. ↑  Parker 1984，第120頁.
43. ↑  O'Connell 1968，第253–254頁.
44. ↑  Porshnev 1995，第38頁.
45. ↑  Wedgwood 1938，第305–306頁.
46. ↑  Brzezinski 2001，第4頁.
47. 1 2  Wilson 2018，第89頁.
48. ↑  Wilson 2018，第99頁.
49. ↑  Brzezinski 2001，第74頁.
50. ↑  Wilson 2009，第523頁.
51. ↑  Wedgwood 1938，第220–223頁.
52. ↑  Kamen 2003，第385–386頁.
53. ↑  Parker 1984，第132–134頁.
54. ↑  Bireley 1976，第32頁.
55. ↑  Kamen 2003，第387頁.
56. ↑  Israel 1995，第272–273頁.
57. ↑  Wedgwood 1938，第328頁.
58. ↑  Murdoch, Zickerman & Marks 2012，第80–85頁.
59. ↑  Wilson 2009，第595–598頁.
60. ↑  Wilson 2009，第615頁.
61. ↑  Wilson 2009，第661–662頁.
62. ↑  Pazos 2011，第130–131頁.
63. ↑  Bely 2014，第94–95頁.
64. ↑  Costa 2005，第4頁.
65. 1 2  Van Gelderen 2002，第284頁.
66. ↑  Parker 1984，第150頁.
67. ↑  Wedgwood 1938，第446頁.
68. ↑  Wedgwood 1938，第447頁.
69. ↑  Wilson 2009，第636–639頁.
70. ↑  Wilson 2009，第641–642頁.
71. ↑  Milton, Axworthy & Simms 2018，第60–65頁.
72. ↑  Parker 1984，第154頁.
73. ↑  Parker 1984，第171頁.
74. ↑  Wilson 2009，第587頁.
75. ↑  Wilson 2009，第643–645頁.
76. ↑  Wilson 2009，第671頁.
77. ↑  Wilson 2009，第687頁.
78. ↑  Wedgwood 1938，第472–473頁.
79. ↑  Croxton 1998，第273頁.
80. ↑  Wilson 2009，第693–695頁.
81. ↑  Bonney 2002，第64頁.
82. 1 2  Wilson 2009，第711頁.
83. ↑  Wedgwood 1938，第495–496頁.
84. ↑  Wilson 2009，第716頁.
85. ↑  Wedgwood 1938，第496頁.
86. ↑  Wilson 2009，第726頁.
87. ↑  Wilson 2009，第740–741頁.
88. ↑  Wedgwood 1938，第501頁.
89. ↑  Hanlon 2016，第118–119頁.
90. ↑  Wedgwood 1938，第235–236頁.
91. ↑  Wedgwood 1938，第247頁.
92. ↑  Thion 2008，第62頁.
93. ↑  Ferretti 2014，第12–18頁.
94. ↑  Wedgwood 1938，第263–264頁.
95. ↑  Kohn 1995，第200頁.
96. ↑  Ferretti 2014，第20頁.
97. ↑  Duffy 1995，第125頁.
98. ↑  Wilson 2009，第259頁.
99. ↑  Hanlon 2016，第124頁.
100. ↑  Kamen 2003，第406頁.
101. ↑  Kamen 2003，第407頁.
102. ↑  Parker 1984，第153頁.
103. ↑  Mitchell 2005，第431–448頁.
104. ↑  Croxton 2013，第3–4頁.
105. 1 2  Wilson 2009，第746頁.
106. ↑  Israel 1995，第197–199頁.
107. ↑  Wedgwood 1938，第500–501頁.
108. ↑  Lesaffer 1997，第71頁.
109. ↑   (PDF). University of Oregon.   [30 September 2021]. （原始内容存档 (PDF)于2012-06-17）.
110. ↑  Wilson 2009，第707頁.
111. ↑  Ryan 1948，第597頁.
112. ↑  Wedgwood 1938，第504頁.
113. ↑  Wilson 2009，第757頁.
114. ↑  Croxton 2013，第331–332頁.
115. ↑  Wedgwood 1938，第510頁.
116. 1 2  Parker 1984，第188–189頁.
117. ↑  Bonney 2002，第89–90頁.
118. ↑  Parker 1984，第185頁.
119. ↑  Sharman 2018，第493–495頁.
120. ↑  Chandler 1990，第130–137頁.
121. ↑  Parker 1976，第202頁.
122. 1 2  Parker 1984，第184頁.
123. ↑  Wilson 2009，第770頁.
124. ↑  Parker 1984，第177頁.
125. ↑  Croxton 1998，第255–256頁.
126. ↑  O'Connell 1990，第147頁.
127. ↑  Wedgwood 1938，第257–258頁.
128. 1 2  Outram 2002，第250頁.
129. ↑  White 2012，第220頁.
130. ↑  Jensen 2007，第93頁.
131. ↑  Trevor-Roper 1967，第83–117頁.
132. ↑  Briggs 1996，第163頁.
133. ↑  Briggs 1996，第171–172頁.
134. ↑  Friehs.
135. ↑  Talbott 2021，第3–4頁.
136. ↑  Helfferich 2009，第283–284頁.
137. ↑  Cramer 2007，第18–19頁.
138. ↑  Talbott 2021，第6頁.
139. ↑  Parker 2008，第1053頁.
140. ↑  Clodfelter 2008，第40頁.
141. ↑  Levy 1983，第88–91頁.
142. ↑  Outram 2001，第156–159頁.
143. ↑  Outram 2001，第160–161頁.
144. ↑  Alfani & Percoco 2019，第1175頁.
145. ↑  Hays 2005，第103頁.
146. ↑  Wilson 2009，第345頁.
147. ↑  Parker 2008，第1058頁.
148. ↑  Parker 1984，第122頁.
149. ↑  Outram 2002，第245–246頁.

## 延伸阅读
- Åberg, A. . Roberts, M.  (编). . St. Martin's Press. 1973.
- Benecke, Gerhard. . St. Martin's Press. 1978.
- Grosjean, Alexia. . Leiden: Brill. 2003.
- Dukes, Paul (编). . Cambridge University Press. 1995. ISBN 978-0-521-45139-0.
- Kamen, Henry. . Past and Present. 1968, 39 (39): 44–61. JSTOR 649855. doi:10.1093/past/39.1.44.
- Langer, Herbert.  1990. Dorset Press. 1980. ISBN 978-0-88029-262-7.
- Lynn, John A. . Harlow, England: Longman. 1999.
- Murdoch, Steve. . Brill. 2001.
- Polišenský, J. V. . Past and Present. 1954, 6 (6): 31–43. JSTOR 649813. doi:10.1093/past/6.1.31.
- Polišenský, J. V. . Past and Present. 1968, 39 (39): 34–43. JSTOR 649854. doi:10.1093/past/39.1.34.
- Polisensky, Joseph. . Murdoch, Steve  (编). . Brill. 2001. ISBN 978-90-04-12086-0.
- Prinzing, Friedrich. . Clarendon Press. 1916.
- Rabb, Theodore K. . Journal of Modern History. 1962, 34 (1): 40–51. JSTOR 1874817. S2CID 154709047. doi:10.1086/238995.
- Reilly, Pamela. . The Modern Language Review. 1959, 54 (1): 51–55. JSTOR 3720833. doi:10.2307/3720833.
- Ringmar, Erik.  2008. Cambridge University Press. 1996. ISBN 978-0-521-02603-1.
- Roberts, Michael. . Longmans, Green and C°. 1958.
- Theibault, John. . German History. 1997, 15 (1): 1–21. doi:10.1093/gh/15.1.1.
- Ward, A.W. . 4: The Thirty Years War. 1902  [2022-07-16]. （原始内容存档于2011-06-28）.